# Georg Friedrich Händel
Georg Friedrich Händel (grafia tedesca; pronuncia: /hɛndəl/) o George Frideric (o Frederick) Handel (grafia inglese; pronuncia: /hændəl/) (Halle, 23 febbraio 1685 – Londra, 14 aprile 1759) è stato un compositore tedesco naturalizzato inglese, della tarda epoca barocca, che trascorse la maggior parte della sua carriera a Londra, diventando molto conosciuto per le sue opere, oratori, anthem, concerti grossi e concerti per organo. Händel ricevette una formazione critica a Halle, Amburgo e in Italia prima di stabilirsi a Londra nel 1712; diventò un cittadino naturalizzato britannico nel 1727.
La tendenza prevalente in Italia è di scrivere il suo nome com'era all'origine, sebbene il compositore (com'era usuale in quel periodo) fosse chiamato Hendel durante il suo soggiorno italiano, e si sia sempre firmato "all'inglese" da quando approdò in Inghilterra fino alla fine della sua vita.
Fu fortemente influenzato sia dai grandi compositori del barocco italiano sia dalla tradizione corale polifonica medio tedesca.
Nel giro di quindici anni, Händel aveva avviato tre compagnie d'opera commerciali per provvedere alla richiesta di opere italiane alla nobiltà inglese. Il musicologo Winton Dean scrive che le sue opere dimostrano che "Händel non era solo un grande compositore, era un genio drammatico di prim'ordine." Poiché Alexander's Feast (1736) aveva ottenuto una calorosa accoglienza, Händel fece una transizione verso le opere corali inglesi. Dopo il suo successo con il Messiah (1742) non eseguì mai più un'opera italiana. Quasi cieco e avendo vissuto in Inghilterra per quasi cinquant'anni, morì nel 1759, da uomo rispettato e ricco. Il suo funerale fu celebrato con gli onori di stato completi e venne sepolto nell'abbazia di Westminster a Londra.
Nato nello stesso anno di Johann Sebastian Bach e Domenico Scarlatti, Händel è considerato uno dei più grandi compositori del tardo barocco e in assoluto nella storia della musica, con opere come Musica sull'acqua, Musica per i reali fuochi d'artificio e il Messiah che rimangono stabilmente popolari. Uno dei suoi quattro inni di incoronazione, Zadok the Priest (1727), composto per l'incoronazione di Giorgio II di Gran Bretagna, è stato eseguito a ogni successiva incoronazione britannica, tradizionalmente durante l'unzione del sovrano. Händel compose più di quaranta opere serie in oltre trent'anni e l'interesse per le sue opere è cresciuto dalla fine del 1960, con la rinascita della musica barocca e il concetto di esecuzione musicale storicamente informata.

## Le origini

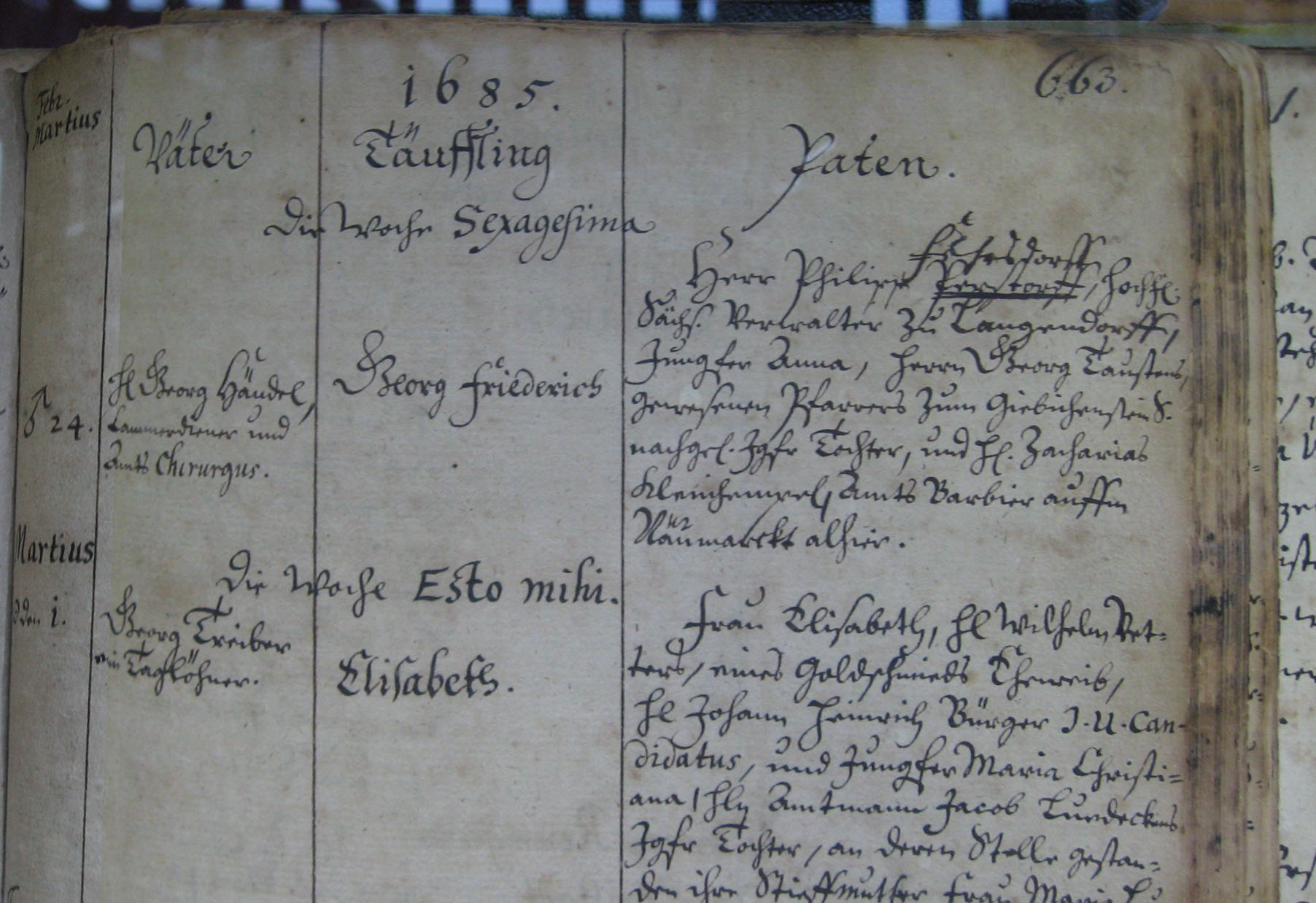
Registrazione battesimale di Händel (Marienbibliothek in Halle)

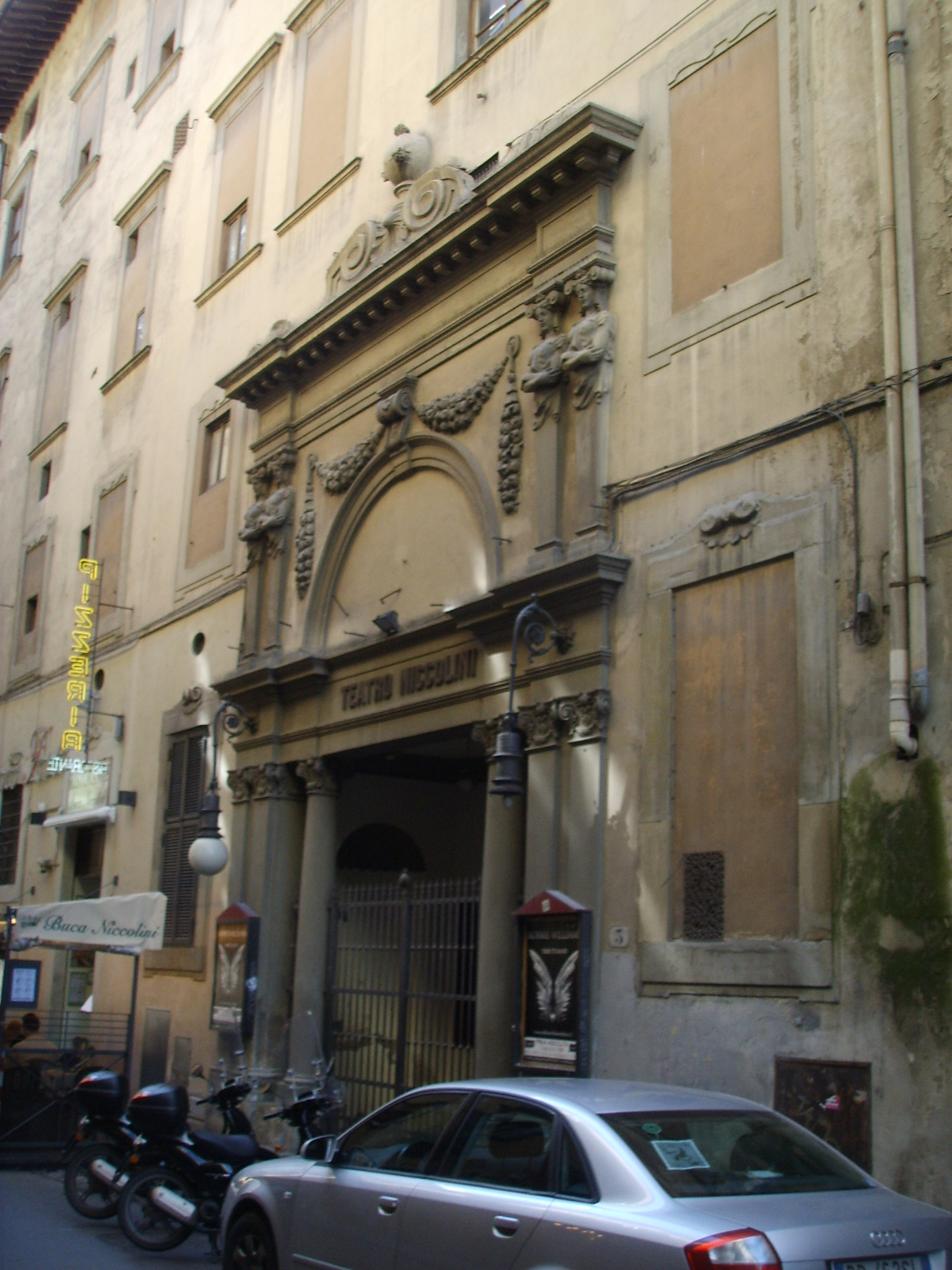
Entrata del Teatro del Cocomero a Firenze

Händel nacque nel 1685 a Halle, da Georg Händel e Dorothea Taust. Suo padre, nato nel settembre 1622, aveva 62 anni quando Georg Friedrich nacque. Era un illustre barbiere-chirurgo che serviva alla corte di Sassonia-Weissenfels e presso la Marca di Brandeburgo. Secondo il primo biografo di Händel, John Mainwaring, egli "aveva scoperto una tale forte propensione per la musica, che suo padre, che lo aveva sempre visto destinato allo studio del diritto civile, aveva motivo di allarmarsi. Gli vietò rigorosamente di immischiarsi con qualsiasi strumento musicale, ma il figlio trovò il modo di ottenere un piccolo clavicordo trasportato in gran segreto in una camera in cima alla casa. In questa stanza andava continuamente di nascosto quando la famiglia dormiva". Già in giovane età Händel era diventato un interprete esperto di clavicembalo e nell'organo a canne.

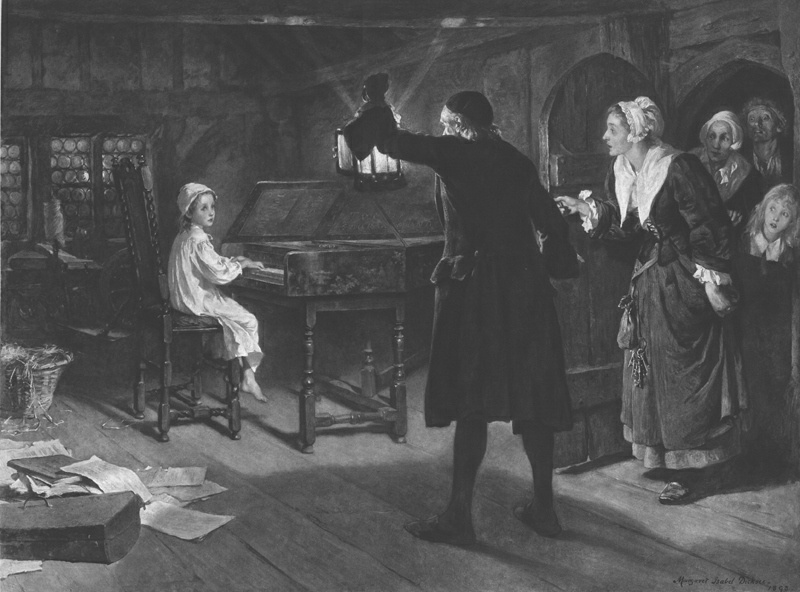
Il piccolo Händel sorpreso a suonare di nascosto

Fino al XVII secolo  i musicisti erano spesso figli d'arte (si pensi ai Bach, o più tardi anche a Mozart, a sua volta figlio di un musicista). Händel invece era l'unico musicista nella sua famiglia della Slesia di religione luterana: suo nonno Valentin nacque a Breslavia nel 1583 e si trasferì a Halle nel 1609, dove praticò il mestiere di venditore di caldaie.
Valentin Händel morì nel 1636. I suoi primi due figli proseguirono nella sua attività commerciale. Il terzo, Georg (1622-1697), padre del futuro musicista, aveva solo quattordici anni: entrò come apprendista da un barbiere che morì sei anni dopo, senza avere figli. La sua vedova aveva 31 anni, e sposò così l'apprendista che ne aveva 21, dandogli sei figli.
Il loro matrimonio durerà 40 anni, durante i quali la competenza di Georg Händel fu ampiamente riconosciuta al punto che egli riuscì a entrare al servizio della famiglia del duca Augusto di Sassonia-Weissenfels, amministratore di Halle, luogo che ebbe in usufrutto fino alla sua morte nel 1680. A quella data, la città ritornò sotto l'autorità effettiva dell'Elettorato di Brandeburgo, come previsto quando i trattati di Westfalia furono firmati nel 1648. Georg Händel era una personalità importante della città, borghese, benestante e di carattere austero. Si propose alla nuova autorità locale, ottenendo la nomina a medico ufficiale degli Elettori di Brandeburgo.

Rimasto vedovo nel 1682, si risposò l'anno seguente (23 aprile 1683) con Dorothea Taust (1651-1730), figlia di un pastore, di quasi trent'anni più giovane.

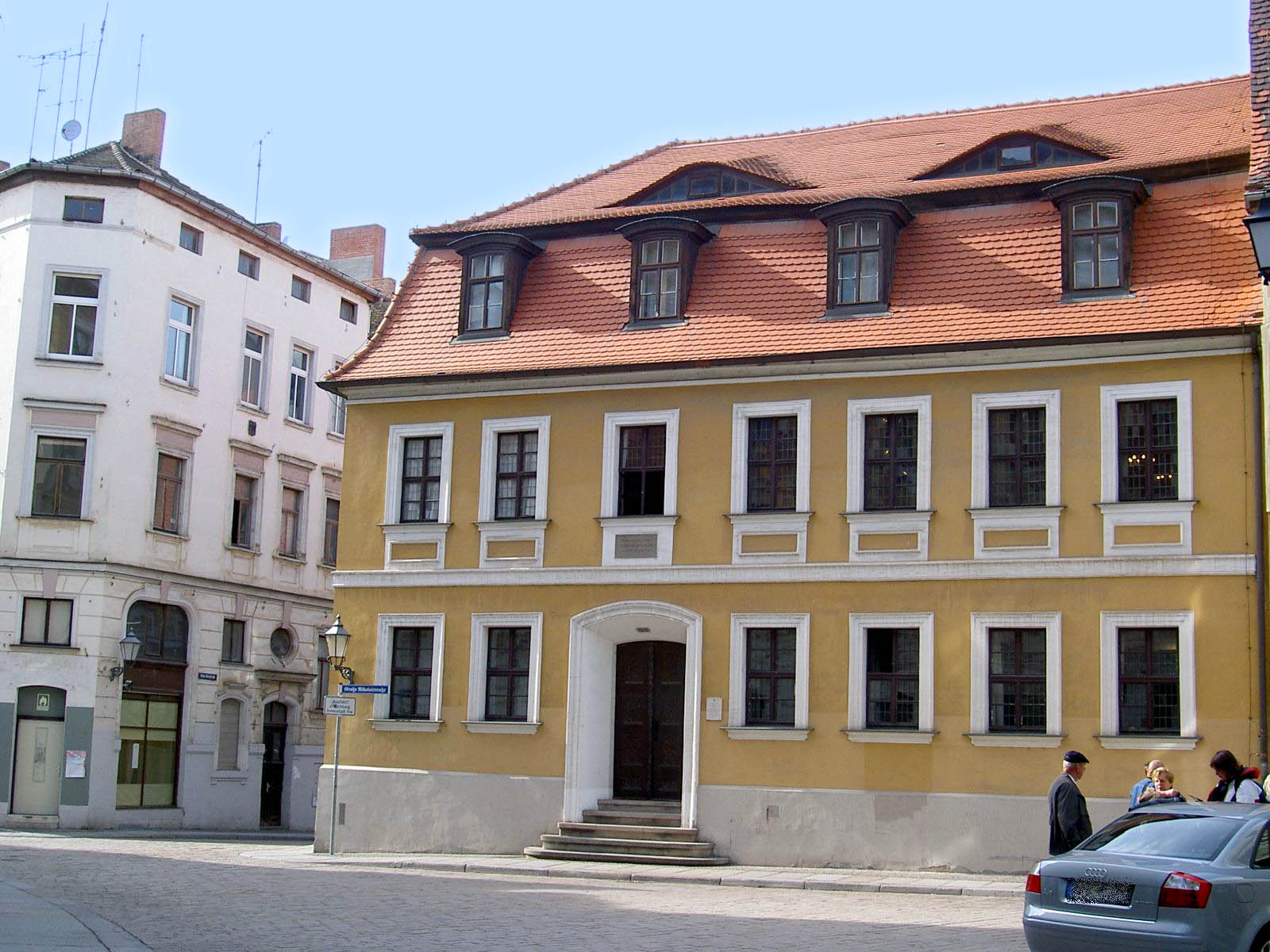
Händel-Haus (2009), luogo di nascita di Georg Friedrich Händel

## 1685-1702: la sua infanzia e adolescenza
Dopo la morte del primo figlio a pochi giorni dalla nascita, il 23 febbraio 1685 nacque il secondo figlio, Georg Friedrich. Si deve quindi notare che colui che per tutta la vita si fece chiamare "sassone" in realtà era nato in un territorio appartenente all'elettorato del Brandeburgo. Il giorno dopo la nascita, fu battezzato nella confessione luterana alla Liebfrauenkirche. In seguito nacquero due sorelle, Dorothea Sophia (1687) e Johanna Christiana (1690).
Prima fonte per la quasi totalità dei fatti e aneddoti sull'infanzia di Händel è la prima biografia del musicista scritta da John Micelli intorno al 1760: sono tuttavia da considerare con cautela perché sono viziati da incongruenze cronologiche.
Händel e suo padre si recarono a Weißenfels per visitare o il fratellastro di Händel, Carl, o il nipote, Georg Christian, che era in servizio come valletto del duca Giovanni Adolfo I di Schwarzenberg. In questo viaggio, il piccolo Händel fu messo a sedere sullo sgabello di un organo, dove sorprese tutti con la sua esecuzione. Questa prestazione aiutò Händel e il duca a convincere il padre a permettergli di prendere lezioni di composizione musicale e la tecnica della tastiera da Friedrich Wilhelm Zachow, organista della Marktkirche Unser Lieben Frauen (Liebfrauenkirche) di Halle, nonché direttore del chorus musicus con il quale si esibiva in pubblico una volta al mese. Zachow aveva composto musica per i servizi luterani nella chiesa, e da lui Händel imparò a conoscere l'armonia e il contrappunto, copiare e analizzare gli spartiti e ottenne l'insegnamento di oboe, violino, clavicembalo e organo.
L'energico Zachow avviò il giovane allo studio dell'organo e del clavicembalo, così come della composizione, facendogli conoscere le differenze tra gli stili tedesco e italiano allora in auge. Un volume manoscritto risalente a quelle lezioni seguì Händel dappertutto per il resto della sua vita e gli servì anche, a sua volta, per insegnare al giovane John Christopher Smith (1712–1795). Di esso si sono però malauguratamente perse le tracce nel XIX secolo. Zachow gli insegnò la teoria della composizione musicale: armonia, contrappunto, fuga, variazione, forme musicali. L'apprendimento si basò anche sullo studio delle opere dei maestri, come i compositori principali del suo tempo, oltre a Zachow, Froberger, Kerll, Krieger e altri. 
Il giovane ragazzo inizia a comporre opere strumentali e vocali molto presto: la maggior parte di quelli che risalgono agli anni 1696 o 1697 sono perduti, ma alcuni sono conservati, come il Drei Deutsche Arien, insieme ad alcune sonate.
A dodici anni, fece un breve soggiorno a Berlino, che gli permise di entrare in contatto con la Corte del principe elettore Federico III di Brandeburgo. La data esatta e le circostanze restano molto vaghe. Secondo alcuni storici ciò avvenne nel 1696. Per altri, basandosi su Micelli la cui testimonianza è relativamente attendibile, potrebbe essere nel 1697 o 1698, anno indicato da Johann Mattheson. Non è chiaro dai biografi se suo padre (morto l'11 febbraio 1697) lo abbia accompagnato nel viaggio a Berlino, oppure sia rimasto a Halle ad attendere il suo ritorno.
In realtà, sembra che nel 1702, all'età di 17 anni, Händel abbia iniziato un secondo viaggio a Berlino, la città da cui Halle era governata. Fu in questo secondo viaggio che incontrò Ariosti e Giovanni Bononcini, "esibendosi" davanti al re di Prussia. E fece una grande impressione alla principessa Sofia Carlotta di Hannover, animo raffinato e molto sensibile alla musica, al punto che Federico III gli proporrà di portarlo al suo servizio, dopo averlo mandato a perfezionarsi in Italia, offerta che Händel declinò immediatamente; Ma non è noto se è alla preghiera del padre (morto nel 1697) che domandava il ritorno di suo figlio, o per motivi propri. I fautori della prima ipotesi sostengono anche che il ragazzo tornò alla sua città natale il 15 febbraio 1697 per trovare il padre che era morto da quattro giorni.
Cinque anni dopo la morte del padre, rispettando formalmente la sua volontà, si iscrisse il 10 febbraio 1702 all'Università di Halle, per seguire gli studi in legge. Tuttavia, non si registra in alcuna facoltà, e rimarrà solo uno studente di breve tempo. Pochi mesi dopo ottenne l'incarico di organista della cattedrale calvinista della stessa cittadina dedicandosi di più alla musica (organo, direzione di coro e di una banda di oboi) piuttosto che agli studi di giurisprudenza.
A quegli anni risale anche l'intima amicizia con Georg Philipp Telemann, di quattro anni più vecchio e altrettanto "refrattario all'attività del foro", che studiava allora a Lipsia e quindi solo a una quarantina di chilometri da Halle. Il rapporto tra i due musicisti durerà per cinquant'anni con incontri, viaggi, lettere e regali (tra cui piante esotiche) che i due si scambiarono fino al termine della carriera. In particolare, Telemann introdusse l'amico alle delizie del genere operistico, sconosciuto a Halle e invece praticato nel piccolo teatro di Lipsia, con un effetto che si sarebbe rivelato definitivo.

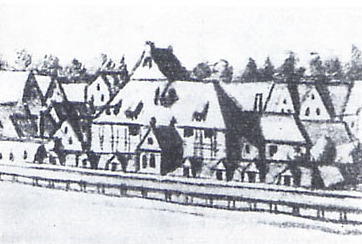
L'Opera di Stato di Amburgo nel 1726

Nel 1702, per volere del padre, Händel cominciò a studiare legge sotto Christian Thomasius presso l'Università di Halle. Ottenne un incarico per un anno come organista nell'ex cattedrale, da allora una chiesa riformata evangelica. Händel sembra essere stato insoddisfatto.

## 1703-1706: Il duello con Johann Mattheson ovvero l'esperienza amburghese

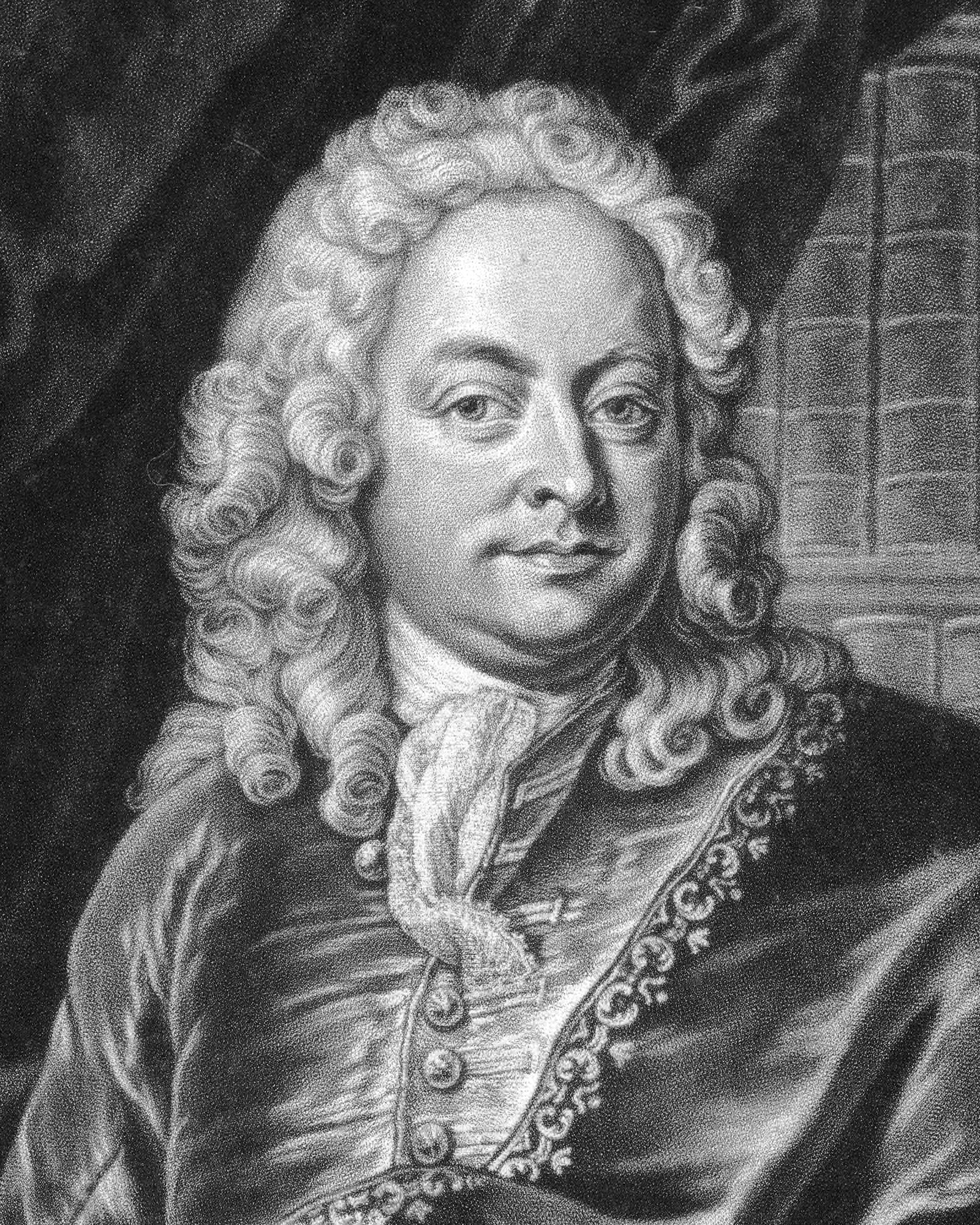
Johann Mattheson

Nel 1703 accettò una posizione come violinista e clavicembalista nell'orchestra dell'Oper am Gänsemarkt di Amburgo. Lì incontrò i compositori Johann Mattheson, Christoph Graupner e Reinhard Keiser. Le sue prime due opere, Almira e Nero (Händel), furono prodotte nel 1705. Produsse altre due opere, Daphne e Florindo, nel 1708. Non è chiaro se Händel diresse questi spettacoli.
Il 5 dicembre 1704 scoppiò un diverbio tra i due sull'esecuzione della Cleopatra di Mattheson. Questi interpretò la parte di Antonio mentre a Händel spettò di suonare il cembalo. Essendo Mattheson avvezzo a mettersi lui al cembalo, dopo la morte di Antonio, che nel dramma giunge presto, Händel si rifiutò di soddisfare la sua volontà cedendogli il posto. Questo episodio causò un tale dissidio che le loro argomentazioni degenerarono in lotta: i due giovani si rotolano sulla scena, tra gli applausi del pubblico e dei cantanti. All'uscita dal teatro, Mattheson schiaffeggiò Händel, e, all'incitamento della folla, i due tirarono fuori le proprie spade e si misero a duellare sulla Piazza del Mercato antistante il teatro dell'Opera. Fortunatamente la spada di Mattheson, che puntava al cuore, si spezzò contro un bottone metallico della giubba di Händel ponendo fine al combattimento; si riconciliarono di lì a poco. Lo stesso Mattheson pubblicherà, molto prima della morte di Händel, circa gli screzi intercorsi fra loro durante la sua permanenza ad Amburgo.
A seguito della rapida riappacificazione, Mattheson ci riferisce che il 30 dello stesso mese egli accompagnò il giovane compositore alla prova della sua prima opera Almira in teatro e che vi eseguì la parte principale. Quest'opera, benché provata alla fine del 1704, non fu eseguita in pubblico che all'inizio del 1705, riscuotendo grandi consensi. Mattheson continuò a essere amico di Handel, recandosi spesso a Londra in qualità di ambasciatore.

## 1706-1710: IlCaro sassoneovvero l'esperienza italiana
(Francesco Valesio, Diario di Roma, 14 gennaio 1707)
Il soggiorno di Händel in Italia, che ebbe luogo all'incirca fra 1706 e 1710, presenta ancor oggi aspetti non del tutto chiariti. Non sappiamo infatti se il compositore vi fosse stato inviato o invitato, o vi fosse venuto di propria iniziativa; ignoriamo le date precise di arrivo e partenza, e neppure abbiamo certezza su tutte le tappe del viaggio. Generalmente, si è dato credito a fatti e circostanze raccontate da John Mainwaring nei Memoirs of the life of late George Frederic Handel (1760), la prima biografia del compositore apparsa l'anno successivo alla morte, ma che si fonda su una ricostruzione di fatti avvenuti cinquant'anni prima. Secondo Mattheson, Händel avrebbe viaggiato in compagnia di un certo von Binitz).
Händel venne in Italia non tanto per perfezionare i propri studi, come spesso si afferma, quanto piuttosto per conoscere luoghi e protagonisti del mondo musicale italiano, e farsi conoscere nei più prestigiosi di questi ambienti di Firenze, Venezia e, soprattutto, Roma. Con sé portava, infatti, una notevole quantità di musiche, che, magistralmente rielaborate, lo avrebbe agevolato nel soddisfare le molteplici richieste dei committenti del più alto livello.
Secondo John Mainwaring, nel 1706 Händel fece un viaggio in Italia su invito del gran principe Ferdinando de' Medici. Altre fonti dicono che Händel era stato invitato da Gian Gastone de' Medici, che il musicista aveva incontrato nel 1703-1704 ad Amburgo. Ferdinando de' Medici, che aveva un grande interesse per l'opera, stava cercando di fare diventare Firenze la capitale musicale d'Italia, attirando i talenti di spicco del suo tempo. Qui, Händel potrebbe aver assistito alle opere Il gran Tamerlano di Alessandro Scarlatti, e il Dionisio re di Portogallo di Giacomo Antonio Perti, andate in scena nel teatro privato del principe a Pratolino. A Firenze Händel dovette conoscere il librettista Antonio Salvi, di cui una trentina d'anni dopo metterà in musica l'opera Berenice. 
La prima opera italiana di Händel Rodrigo ovvero Vincer se stesso è la maggior vittoria andò in scena con successo nel 1707 a Firenze. La principale meta del viaggio di Händel fu Roma, dove il compositore giunse al più tardi nel dicembre 1706, andando a vivere alla corte del marchese Francesco Maria Ruspoli, a cui era stato probabilmente raccomandato. In quegli anni Ruspoli era balzato ai vertici dell'aristocrazia romana, grazie anche all'intensa attività musicale da lui promossa nel suo palazzo. Per le «conversazioni» regolarmente tenute ogni domenica nel suo palazzo Händel compose numerose cantate per voce sola con strumenti, e anche l'oratorio La resurrezione, eseguito la domenica di Pasqua 1708, in cui impiegò una ricca orchestrazione, comprendente anche oboi e flauti traversi, che a Roma facevano le loro prime apparizioni. All'esecuzione parteciparono fra gli altri Arcangelo Corelli, in veste di primo violino, e il soprano Margherita Durastanti, che in seguito collaborò assiduamente alle opere handeliane rappresentate nei teatri di Londra.
La resurrezione è celebre non solo per la bellezza della sua musica, ma anche perché la sua esecuzione è molto ben documentata per quel che riguarda l'allestimento della sala, la composizione dell'orchestra, i nomi dei cantanti e degli strumentisti e altre particolari spese. 
Händel si recò più volte al seguito del Ruspoli, quando questi si trasferiva nei suoi possedimenti extraurbani, componendo musiche anche durante questi periodi di villeggiatura, sia nel castello di Vignanello, sia a Cerveteri; qui, in occasione di una battuta di caccia, Händel compose la cantata Diana cacciatrice.
Sebbene di religione luterana, Händel riuscì a stabilire ottime relazione con il marchese Ruspoli, notoriamente uno degli uomini più influenti della città papale, e almeno con altri tre cardinali: Carlo Colonna, Benedetto Pamphilj e Pietro Ottoboni.
Uno dei principali committenti romani di Händel fu il cardinale Benedetto Pamphilj, che patrocinava una straordinaria attività musicale, con l'esecuzione di cantate e oratori, spesso su suoi testi poetici, nell'ambito delle «conversazioni» organizzate nel suo palazzo al Corso. Al cardinale Pamphilj si deve probabilmente l'iniziativa di fare esibire il musicista tedesco, subito dopo il suo arrivo a Roma, nel gennaio 1707, sul grande organo di San Giovanni in Laterano, basilica di cui il porporato era arciprete. Nei primi mesi di quell'anno il cardinale Pamphilj commissionò a Händel la musica per alcuni suoi componimenti poetici, tra cui la cantata Il delirio amoroso e l'oratorio Il trionfo del tempo e del disinganno e la singolare cantata Hendel, non può mia musa cantare in un istante versi che degni sian della tua lira, in cui il musicista è paragonato a Orfeo. 
A Roma, secondo quel che riferisce Mainwaring, Händel dovette avere rapporti anche con il cardinale Pietro Ottoboni, al cui servizio erano a quel tempo Alessandro Scarlatti e Arcangelo Corelli. Grazie al diario del principe tedesco Anton Ulrich di Sassonia-Meiningen, che soggiornò a Roma negli stessi anni del musicista, sappiamo che Händel compose un'aria per un oratorio fatto eseguire da Ottoboni al palazzo della Cancelleria per la festa dell'Assunzione del 1707. 
Dallo stesso diario si apprende il musicista tedesco fu incaricato dal cardinale Carlo Colonna di comporre e dirigere le musiche nella chiesa di Santa Maria in Montesanto in occasione della festa della Vergine del Carmelo.
Fra i componimenti religiosi composit nel periodo romano spiccano i salmi Dixit Dominus (Aprile 1707), Laudate Pueri Dominum, e Nisi Dominus (Giugno 1707).
Per i suoi mecenati romani, principalmente per il marchese Ruspoli, compose un numero considerevole di cantate secolari (150 secondo il biografo Micelli, di cui pervenuteci circa 120) così come sonate e altri musiche.
Celebre l'aneddoto, riferito da Mainwaring, che vide Corelli dirigere, come primo violino, il primo importante lavoro italiano di Händel, l'oratorio Il trionfo del tempo e del disinganno: il compositore tedesco, che sedeva al clavicembalo, durante le prove diede segni di insofferenza per il modo con cui Corelli stava affrontando l'ouverture iniziale; il violinista italiano elegantemente rispose: "Ma, caro Sassone, questa vostra musica è nel stylo francese, di che io non mi intendo", ottenendo alla fine che l'ouverture venisse sostituita da una sinfonia nello stile italiano.
Nel luglio 1708 a Napoli fu eseguita per la prima volta la serenata Aci, Galatea e Polifemo, commissionata dalla duchessa Aurora Sanseverino, una tra i più importanti mecenati del Regno di Napoli, che probabilmente ospitò il compositore nel Palazzo Ducale di Piedimonte Matese nel giugno 1708.
Probabilmente, Händel soggiornò a Venezia all'inizio e alla fine del suo viaggio in Italia: qui dovette incontrare Domenico Scarlatti, così come i principali musicisti che animavano l'intensa vita artistica della città, fra i quali Antonio Lotti, Francesco Gasparini, Tomaso Albinoni, Antonio Vivaldi e diverse figure influenti come il principe Ernesto Augusto di Hannover e il barone von Kielmansegg, che svolgerà un ruolo importante per il futuro della sua carriera.
A Venezia, nel carnevale 1709 fu rappresentata per la prima volta al Teatro San Giovanni Grisostomo, di proprietà della famiglia Grimani, la sua opera Agrippina, la prima a giungere nella sua integrità ai nostri giorni. L'opera, su libretto del cardinale Vincenzo Grimani, fu data per 27 sere consecutive.
"Il caro Sassone" si riferiva genericamente alle origini tedesche di Händel, anche se non era nativo della Sassonia. Questo appellativo venne in seguito talvolta condiviso con Händel da un altro grande compositore tedesco, Johann Adolf Hasse, che soggiornò in Italia.
Gli anni italiani costituirono per Händel un periodo prezioso di conoscenza diretta della musica vocale e strumentale nello stile italiano, come si nota nella produzione successiva, dalla musica da camera a quella vocale nel genere del melodramma e dell'oratorio.

## Musicista "regio" ovvero l'esperienza inglese

### Arrivo a Londra
A Londra, sotto tre sovrani, Händel conoscerà la vera gloria (addirittura, un mecenate gli farà erigere — lui vivente — un monumento nei Giardini di Vauxhall), divenendo di fatto il musicista della famiglia reale inglese; ma vivrà anche scandali e rivalità dovuti soprattutto a motivi politici: il re Giorgio I, tedesco, non era ben visto dal partito conservatore inglese, che non potendolo attaccare direttamente, prese come bersaglio "il Caro Sassone" e la sua musica, a loro dire non "in linea" con la moda italiana allora in voga a Londra: ingaggiarono addirittura vari compositori italiani (tra cui Giovanni Bononcini e Nicola Porpora) costituendo l'Opera della Nobiltà per contrastare il tedesco, che seppe comunque mantenere alto il proprio prestigio grazie a composizioni memorabili.
Una volta decaduta la moda italiana, Händel, con il sostegno della famiglia reale, seppe "riciclarsi" percorrendo la "strada" degli oratori, ancor oggi considerati tra i vertici della sua arte (basta ricordarsi del Messiah e del suo celeberrimo "Hallelujah"). La frenetica attività musicale del compositore iniziò peraltro, a partire dalla seconda metà degli anni trenta, a trovare limitazioni nelle sue condizioni di salute. Nel 1736 l'esaurimento fisico accumulato nella stagione concertistica lo costrinse a un periodo di riposo e cure termali in Inghilterra.

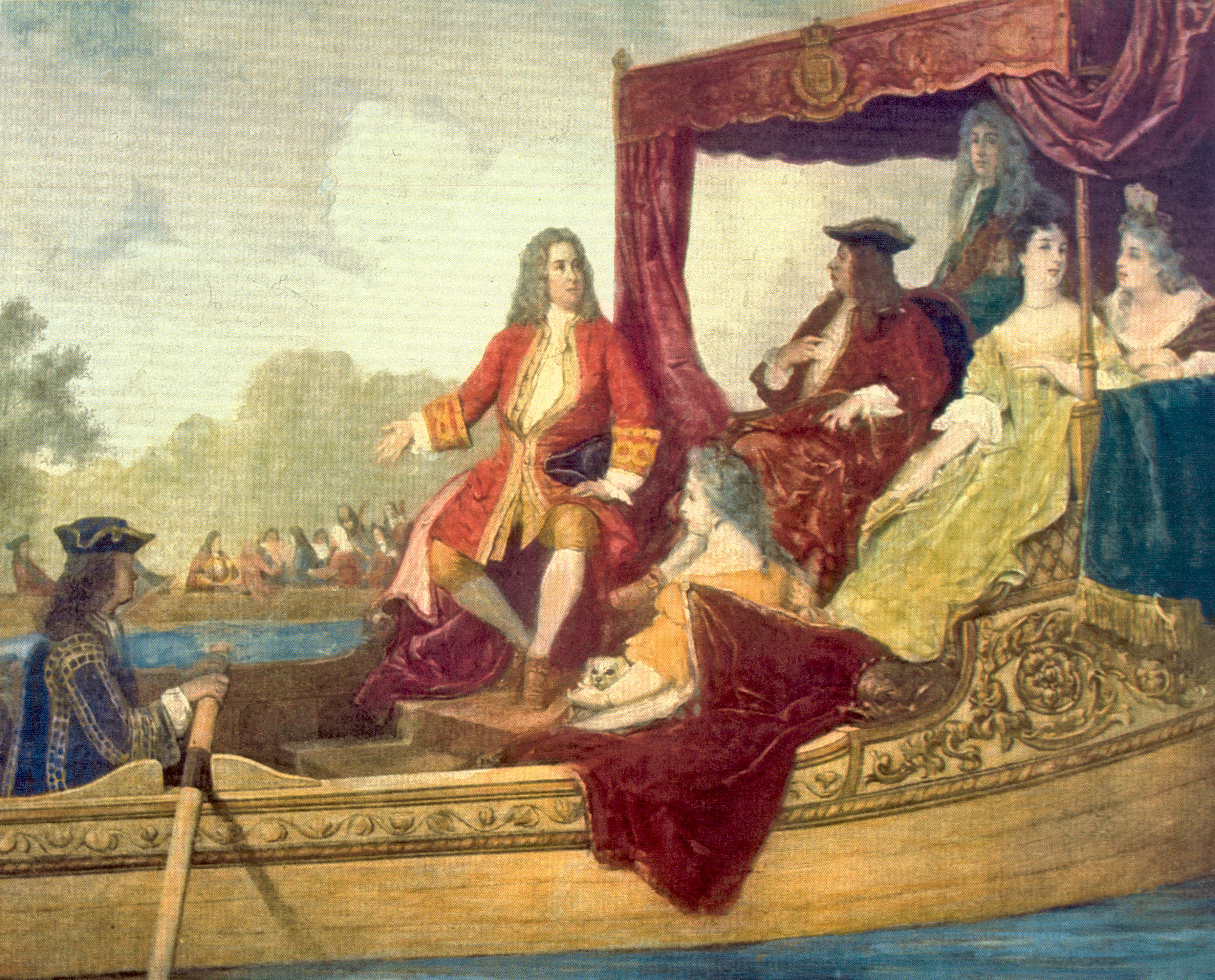
Georg Friedrich Händel (a sinistra) e Giorgio I di Gran Bretagna e Irlanda sul fiume Tamigi, 17 luglio 1717, di Edouard Hamman (1819–88)

Nel 1710, Händel divenne Kapellmeister del principe tedesco George, l'Elettore di Hannover, che nel 1714 sarebbe diventato re Giorgio I di Gran Bretagna e Irlanda. Egli visitò Anna Maria Luisa de' Medici e suo marito a Düsseldorf durante la strada verso Londra nel 1710. Con la sua opera Rinaldo, basata su La Gerusalemme liberata del poeta italiano Torquato Tasso, Händel toccò un enorme successo, anche se era stato composto in modo rapido, con molti prestiti di brani musicali provenienti dalle sue opere italiane più vecchie. Questo lavoro contiene una delle arie preferite di Händel, Cara sposa, amante cara, e il famoso Lascia ch'io pianga.
Nel 1712 Händel decise di stabilirsi definitivamente in Inghilterra e l'anno dopo egli visse presso Mr Mathew Andrews nel Barn Elms Surrey. Nel novembre 1712 avviene la prima di Il pastor fido e nel gennaio 1713 Teseo con il libretto di Nicola Francesco Haym. Nel febbraio successivo avviene la prima delle cantate Utrecht Jubilate ed Eternal Source of Light Divine. Ode for Queen Anne's Birthday su un testo di Ambrose Philips nel St. James's Palace in occasione del compleanno della regina Anna Stuart che gli concesse una pensione annua a vita. Nel giugno 1713 mette in scena Silla alla Burlington House e in luglio le cantate Utrecht Te Deum e Utrecht Jubilate nella Cattedrale di San Paolo. Nel settembre 1714 avviene la prima dell'antifona Caroline Te Deum per la regina Carolina di Brandeburgo-Ansbach, nel maggio 1715 l'opera Amadigi di Gaula, nel maggio 1718 il Concerto grosso op. 3 nel Teatro Drury Lane e nell'estate la prima assoluta di Acis and Galatea al Canons Park del borgo londinese di Harrow. Nel novembre 1718 la sua Agrippina ha la prima in Amburgo. Egli ricevette un reddito annuo di £ 200 dalla regina Anna, dopo aver composto per lei l'Utrecht Te Deum e il Jubilate, prima esecuzione nel 1713.
Uno dei suoi più importanti mecenati fu il III conte di Burlington e IV conte di Cork, un membro giovane e incredibilmente ricco di una famiglia aristocratica anglo-irlandese. Per il giovane Lord Burlington, Händel scrisse Amadigi di Gaula, un'opera magica, di una damigella in pericolo, basata sulla tragedia di Antoine Houdar de La Motte.
Il concetto di un'opera lirica come un'unica struttura coerente tardò a catturare l'immaginazione di Händel ed egli non compose alcuna opera per cinque anni. Nel luglio del 1717 la Musica sull'acqua di Händel fu eseguita per più di tre volte sul Tamigi per il re e i suoi ospiti. Si dice le composizioni abbiano facilitato la riconciliazione tra il re e Händel.

### Cannons (1717–1719)

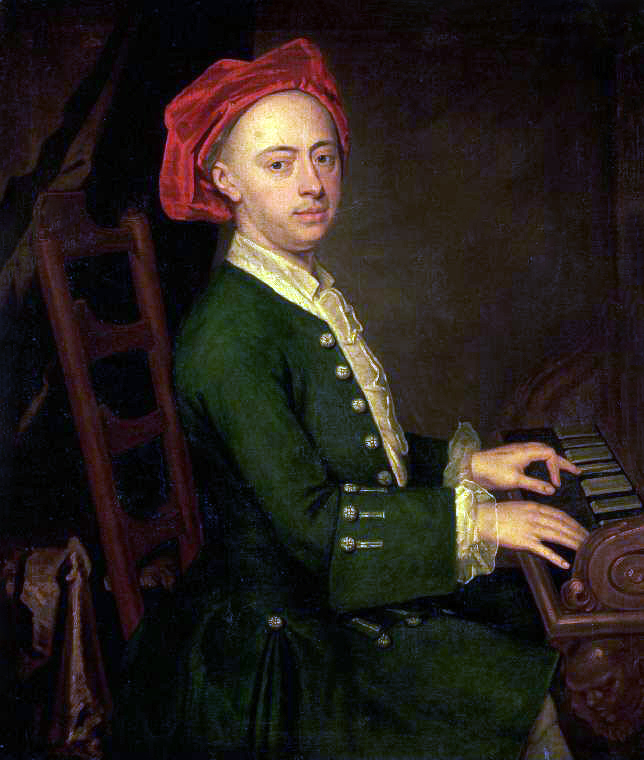
"Il ritratto Chandos di Georg Friedrich Händel" di James Thornhill, c. 1720

Nel 1717 Händel divenne compositore di casa a Cannons nel Middlesex, dove egli pose la prima pietra per le sue future composizioni corali con i dodici Inni Chandos. Romain Rolland dichiarò che questi inni sono stati altrettanto importanti per i suoi oratori come le cantate lo furono per le sue opere. Un altro lavoro, che scrisse per il I duca di Chandos, il proprietario di Cannons, fu Aci e Galatea: durante la vita di Händel è stata la sua opera più eseguita. Winton Dean ha scritto "la musica ti toglie il fiato e annebbia la memoria".
Nel 1719 il Duca di Chandos divenne uno dei sostenitori più importanti del compositore e uno dei principali abbonati alla sua nuova società d'opera, la Royal Academy of Music, ma il suo patrocinio diminuì dopo che Chandos ebbe perso del denaro nella bolla finanziaria del South Sea, che scoppiò nel 1720 in uno dei più grandi cataclismi finanziari della storia. Händel stesso aveva investito nel South Sea nel 1716, quando i prezzi erano bassi e vendette prima del 1720.

### Royal Academy of Music (1719–1734)

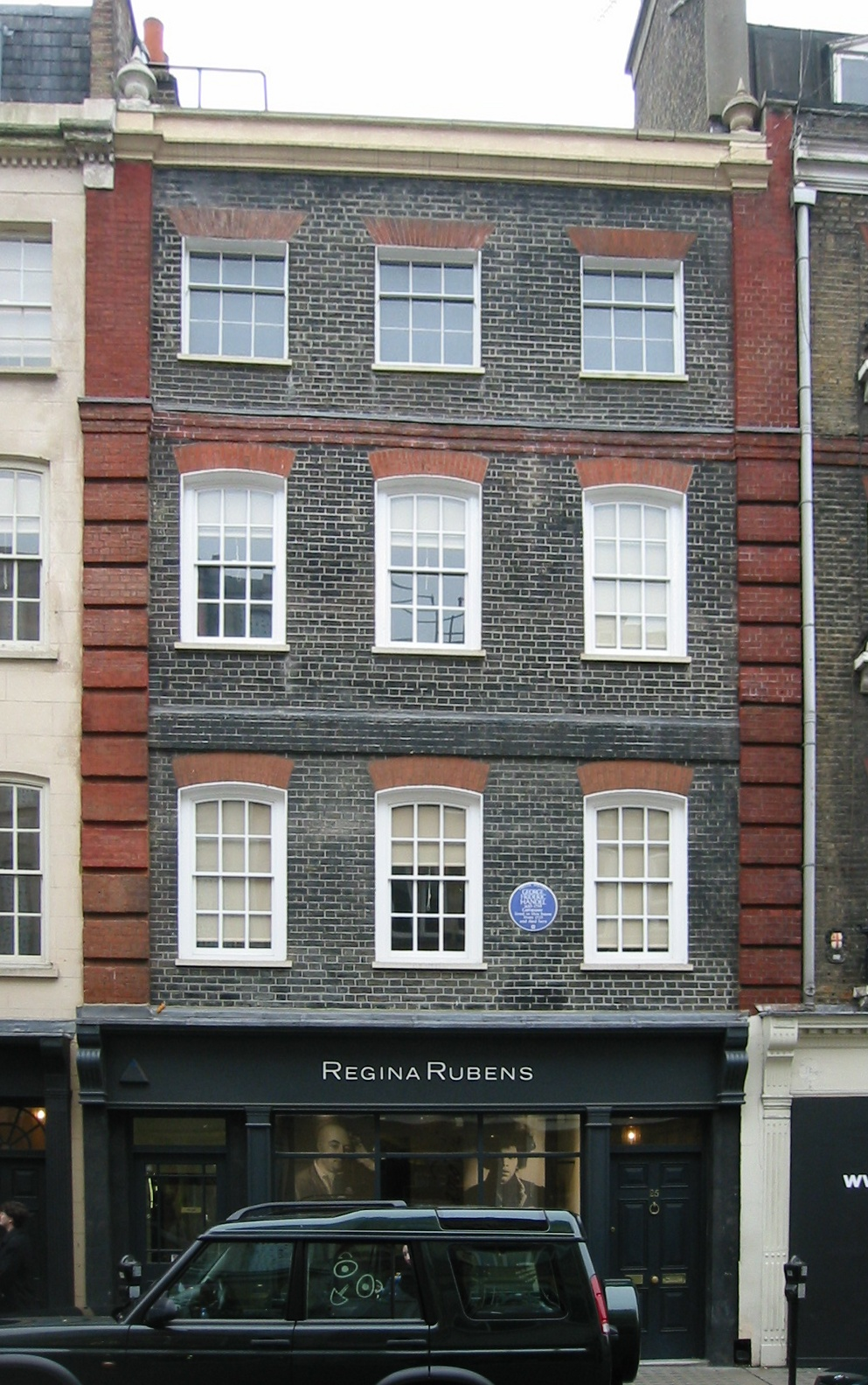
La Casa di Händel al n. 25 di Brook Street, Mayfair, Londra

Nel maggio 1719, il I duca di Newcastle, il Lord Ciambellano, ordinò a Händel di cercare nuovi cantanti per la Royal Academy of Music, fondata da un gruppo di aristocratici al fine di garantirsi una continua produzione di opere liriche. Händel viaggiò fino a Dresda per vedere il teatro dell'opera di recente costruzione. Assisté a Teofane di Antonio Lotti e ingaggiò membri del cast. Händel potrebbe aver invitato il suo compagno di studi a Halle, Johann Christoph Schmidt senior (poi anglicizzato in John Smith; 1683–1763), a diventare suo segretario e copista. Nel 1723 si era trasferito in una casa in stile georgiano al 25 di Brook Street, che affittò per il resto della sua vita. Questa casa, dove fece le prove, copiò la musica e vendette i biglietti, è oggi sede dell'Händel House Museum. Durante i dodici mesi tra il 1724 e il 1725, Händel scrisse tre opere eccezionali e di successo, Giulio Cesare, Tamerlano e Rodelinda. Le opere di Händel sono piene di arie con da capo, come ad esempio Svegliatevi nel core. Dopo aver composto Silete venti, si concentrò sulla lirica e smise di scrivere cantate.Scipione, da cui deriva la lenta marcia reggimentale dei Granatieri Inglesi, fu eseguita come un ripiego, in attesa dell'arrivo di Faustina Bordoni.
Nel 1727 Händel fu incaricato di scrivere quattro inni per la cerimonia di incoronazione di re Giorgio II. Uno di questi, Zadok il Prete, da allora è stato suonato a ogni cerimonia di incoronazione britannica. Nel 1728 L'opera del mendicante di John Gay esordì al Lincoln Inn Fields Theatre e fu replicata per 62 spettacoli consecutivi, la più lunga serie nella storia del teatro fino a quel momento. Dopo nove anni la Royal Academy of Music cessò di funzionare, ma Händel presto diede il via a una nuova compagnia.
Il Queen's Theatre a Haymarket (ora His Majesty's Theatre), fondato nel 1705 dall'architetto e drammaturgo John Vanbrugh, divenne presto un teatro dell'opera. Tra il 1711 e il 1739, più di 25 opere di Händel esordirono lì.
Fra il 1720 e il 1728, scriverà per il King's Theatre (come si era ridenominato il Queen's Theatre dopo l'ascesa al trono di Giorgio I) quattordici opere. Nell'aprile 1720 dirige a Londra la prima assoluta di Numitore di Giovanni Porta con la Durastanti che dopo qualche giorno sarà la protagonista nel successo della prima assoluta del suo Radamisto, in agosto dirige la prima privata nel Middlesex di Esther con il libretto di Alexander Pope e John Arbuthnot e in dicembre la seconda versione di Radamisto con il contraltista Francesco Bernardi (Senesino) come protagonista invece del contralto en travesti e il basso Giuseppe Maria Boschi al posto del tenore. Nel luglio 1721 avviene la prima della cantata Crudel tiranno amor e in dicembre l'opera Il Floridante con il libretto di Paolo Rolli. Nel gennaio 1723 avviene la prima di Ottone, re di Germania con il libretto di Haym con Francesca Cuzzoni-Sandoni e Gaetano Berenstadt, in febbraio è nominato compositore della Chiesa di San Pietro ad Vincula (Cappella Reale) di Londra, in aprile avviene la prima di Der thrazische Prinz Floridantes (Il Floridante) in Amburgo e in maggio la prima di Flavio a Londra. Nel gennaio 1724 avviene la prima di Te Deum nella Cappella Reale, in febbraio Giulio Cesare) e in ottobre di Tamerlano. Nel febbraio 1725 Händel mette in scena Rodelinda, nel maggio 1726 Alessandro e in novembre Der hochmütige Alexander (Alessandro) nella seconda versione in Amburgo. Nel gennaio 1727 avviene la prima di Admeto, in ottobre di Coronation anthems nell'abbazia di Westminster per l'incoronazione di Giorgio II di Gran Bretagna e in novembre l'opera Riccardo Primo, Re d'Inghilterra e a Bristol Esther e Utrecht Te Deum e Utrecht Jubilate nella Cattedrale di Bristol e Musica sull'acqua. Nel febbraio 1728 mette in scena Siroe e in aprile Tolomeo. Nell'agosto successivo a Braunschweig va in scena Alessandro.
Nel 1729 Händel diventò direttore congiunto del teatro insieme a John James Heidegger.
Nel dicembre 1729 avviene la prima di Lotario con Anna Maria Strada, Antonio Bernacchi e Annibale Pio Fabri, nel febbraio 1730 di Partenope, in agosto tiene un concerto organistico nell'Abbazia di Westminster, nel febbraio 1731 la première di Poro, re delle Indie e in marzo la prima pubblica di Aci e Galatea al Lincoln's Inn Fields Theatre, nel gennaio 1732 l'insuccesso di Ezio, in febbraio il successo di Sosarme, re di Media, in aprile Esther al King's Theatre, in giugno la seconda versione di Aci e Galatea al King's Theatre e nel gennaio 1733 Orlando.
Nel luglio 1733 mise in scena Athalia all'Università di Oxford e Aci e Galatea nel Christ Church (Oxford), nel gennaio 1734 Arianna in Creta con il libretto di Pietro Pariati con Giovanni Carestini al King's Theatre e in novembre con Marie Sallé al Royal Opera House, Covent Garden dove avvengono le prime assolute in dicembre di Oreste, nel gennaio 1735 di Ariodante e in aprile Athalia e la première di Alcina, nel febbraio 1736 di Alexander's Feast, in aprile l'antifona "Sing unto God, ye kingdoms of the earth" con Carlo Broschi (Farinelli), la Cuzzoni e Bernardi per le nozze di Federico, principe del Galles con Augusta di Sassonia-Gotha-Altenburg nella Cappella Reale in St. James's Palace e in maggio Atalanta con Gioacchino Conti.

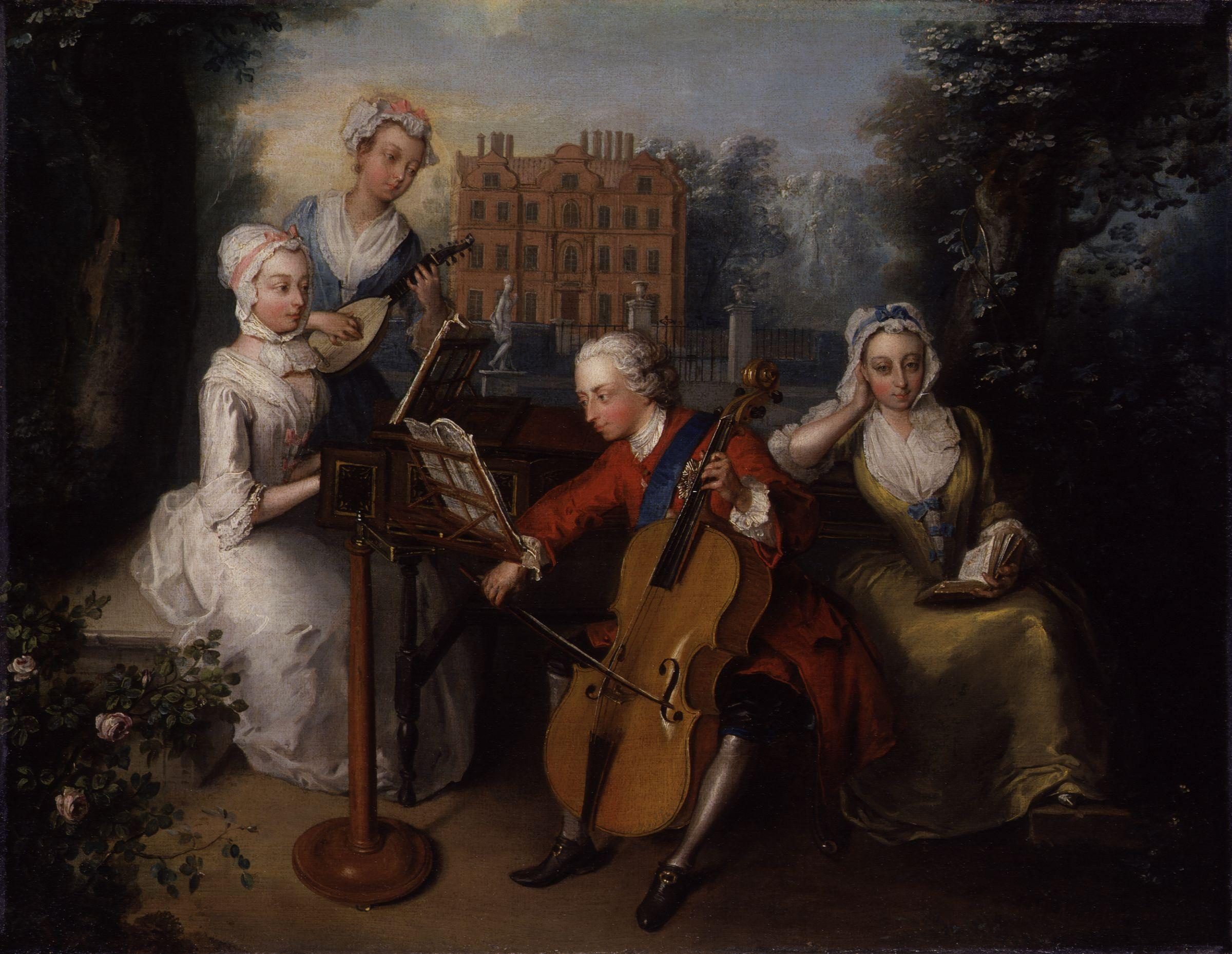
Un ritratto musicale di Frederick, Prince of Wales, e le sue sorelle di Philip Mercier, datato 1733, usando Kew Palace come sfondo en plein-air

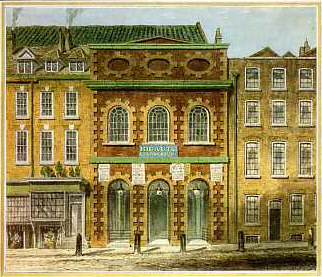
Il Queen's Theatre nell'Haymarket, a Londra di William Capon

Händel viaggiò in Italia per assumere nuovi cantanti e compose anche altre sette opere, tra cui il capolavoro comico Partenope e l'opera "magica" Orlando. Dopo il successo commerciale degli oratori inglesi Esther e Deborah, fu in grado di investire nuovamente nella South Sea Company. Händel rielaborò il suo Aci e Galatea, che poi divenne il suo più grande successo di sempre. Händel non riuscì a competere con l'Opera della Nobiltà, che aveva ingaggiato musicisti come Johann Adolf Hasse, Nicola Porpora e il famoso castrato Farinelli. Il forte sostegno di Federico, principe del Galles provocò conflitti nella famiglia reale. Nel marzo 1734 Händel compose un inno matrimoniale This is the day which the Lord hath made e una serenata Parnasso in festa per Anna di Hannover.
Nonostante i problemi che l'Opera della Nobiltà gli stava causando in quel momento, la vicina di casa in Brook Street, Mary Delany, riferì di un party al quale aveva invitato Händel a casa sua il 12 aprile 1734 in cui lui era di buon umore:

### L'Opera al Covent Garden (1734–1741)

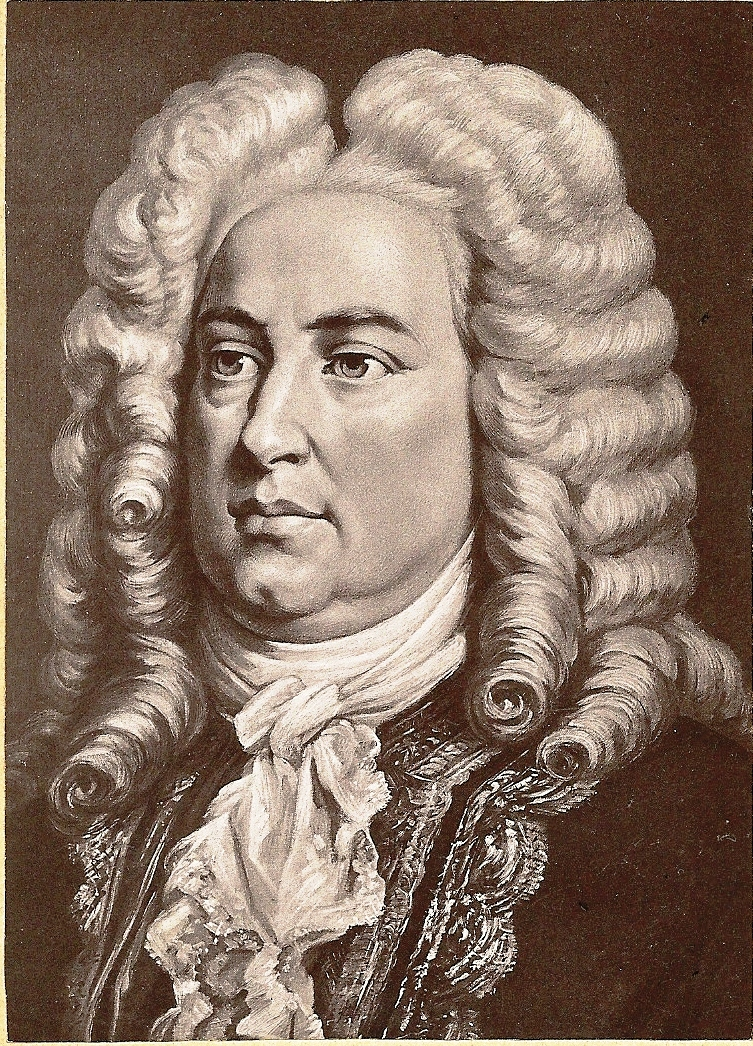
Händel in un ritratto della fine del '700

Nel 1733 il conte di Essex ricevette una lettera con la seguente frase: "Händel è diventato un principe così arbitrario, che la Città mormora". Il consiglio dei principali investitori prevedeva che Händel andasse in pensione quando il suo contratto fosse concluso, ma Händel si mise immediatamente a cercare un altro teatro. In collaborazione con John Rich diede il via alla sua terza compagnia al Covent Garden Theatre. Rich era rinomato per le sue produzioni spettacolari. Egli suggerì a Händel di usare il suo piccolo coro e introdurre la danza di Marie Sallé, per la quale Händel compose Tersicore. Nel 1735 introdusse i concerti per organo tra i vari atti. Per la prima volta Händel permise a Gioacchino Conti, che non aveva avuto il tempo di imparare la sua parte, di sostituire le arie. Finanziariamente Ariodante fu un fallimento, anche se portò per la prima volta sulla scena una suite di balletto alla fine di ogni atto. Alcina, la sua ultima opera con contenuti magici e Alessandro in festa o il Potere della Musica, basato sull'Alexander's Feast di John Dryden videro come protagonisti Anna Maria Strada del Pò e John Beard.
Nel mese di aprile 1737 a 52 anni, Händel a quanto pare fu colpito da un ictus che gli disabilitò l'uso di quattro dita della mano destra, impedendogli di suonare. In estate il disturbo sembrava a volte menomare anche la sua intelligenza. Nessuno si aspettava che Händel sarebbe mai in grado di esibirsi di nuovo. Ma sia che l'afflizione fossero reumatismi, un ictus o un esaurimento nervoso si riprese incredibilmente in fretta. Per aiutare il suo recupero, Händel si era recato ad Aquisgrana, un centro termale in Germania. Nel corso di sei settimane prese bagni caldi a lungo, e finì per suonare l'organo per un pubblico sorpreso. Entro l'anno successivo all'ictus, fu anche possibile per lui comporre una delle sue opere più popolari, il Serse, tra le cui arie figura la celebre Ombra mai fu, meglio conosciuta come "Largo di Händel", scritta per il famoso castrato Caffarelli. Deidamia, la sua ultima opera, fu eseguita nel 1741 e godé soltanto di tre repliche. Dopodiché Händel rinunciò all'attività di operista e si dedicò invece agli oratorî inglesi nei quali riscuoteva maggiore successo, anche sul piano economico.
Ulteriori accidenti cerebrali seguirono nel 1742, 1743 e 1745, senza però compromettere in modo sostanziale le capacità fisiche del compositore, di cui non si ha notizia di ulteriori problematiche di ordine neurologico fino al suo ultimo anno di vita.

### Oratorio

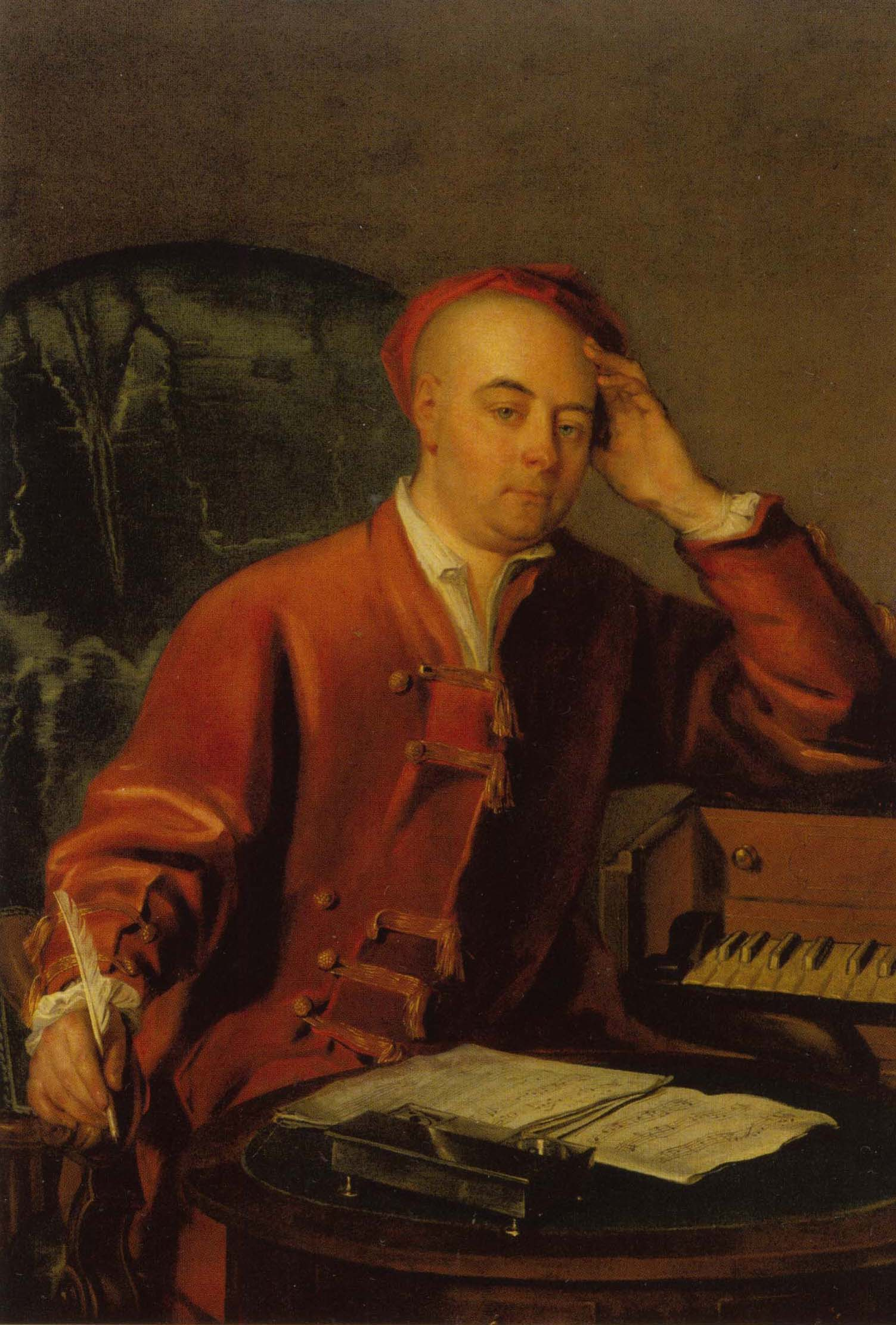
Händel di Philip Mercier

Il trionfo del tempo e del disinganno, un'allegoria, il primo oratorio di Händel, fu composta in Italia nel 1707, seguito da La Resurrezione nel 1708, che utilizza materiale tratto dalla Bibbia. Le circostanze in cui fu composta Esther e la sua prima esecuzione, forse nel 1718, sono oscure. Altri 12 anni erano passati, quando un atto di pirateria lo costrinse a rivedere completamente Esther. I tre primi spettacoli avevano suscitato un tale interesse che naturalmente a qualcuno venne l'idea di mostrarla a un pubblico più vasto. Poi venne Deborah, fortemente caratterizzata dagli Inni per l'Incoronazione e Athaliah, il suo primo Oratorio in lingua inglese. In questi tre oratori Händel gettò le basi per l'uso tradizionale del coro, che segna gli oratori successivi. Händel è diventato sicuro di sé, più ampio nella sua presentazione, e più diversificato nella composizione.
È evidente quanto ha imparato da Arcangelo Corelli sulla scrittura per gli strumenti e da Alessandro Scarlatti per la voce solista; ma non esiste un unico compositore che gli insegnò come scrivere per il coro. Händel tendeva sempre più a sostituire solisti italiani con quelli inglesi. Il motivo più importante di questo cambiamento era la diminuzione dei ritorni finanziari dalle sue opere. Così creò una tradizione per gli oratori, di controllare le loro performance future. Le esecuzioni venivano fatte senza costumi e azione; i cantanti apparivano nei loro abiti personali.

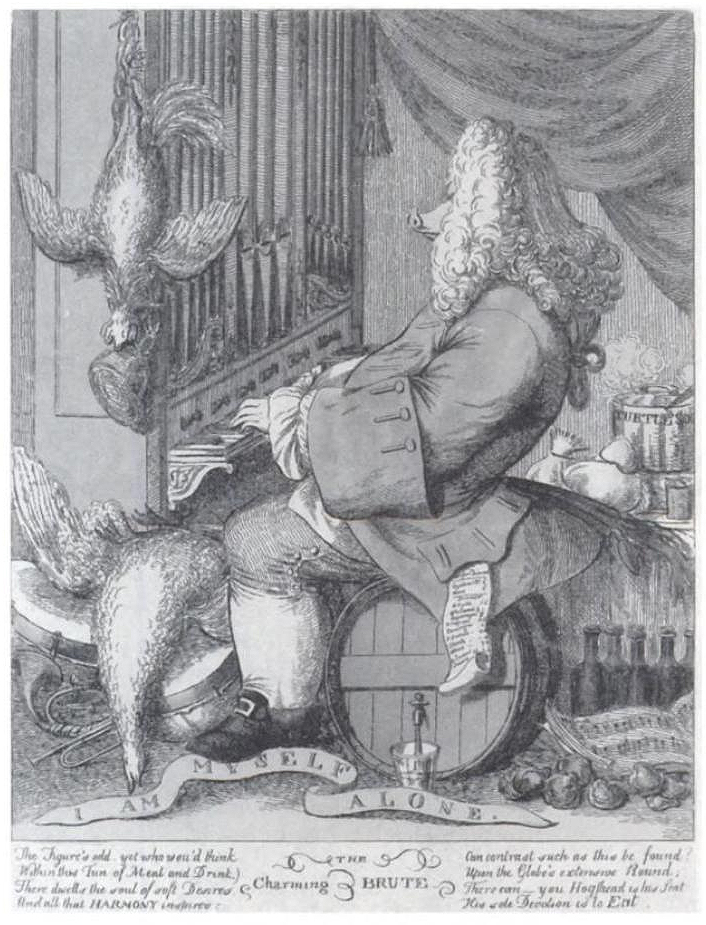
Caricatura di Händel di Joseph Goupy (1754)

Nel 1736 Händel presentò Alexander's Feast. John Beard apparve per la prima volta come uno dei più importanti cantanti di Händel e divenne il tenore solista permanente di Händel per il resto della vita del compositore. Il pezzo fu un grande successo e incoraggiò Händel a effettuare il passaggio dalla scrittura di opere italiane a lavori corali inglesi. In Saul, Händel collaborò con Charles Jennens sperimentando tre tromboni, un carillon e timpani militari veramente molto grandi (dalla Torre di Londra), per essere sicuri "…che sarebbe stato enormemente rumoroso". Sia Saul sia Israele in Egitto dal 1739 sono in testa all'elenco dei grandi oratori maturi, in cui le arie soliste "da capo" erano diventate l'eccezione e non la regola.Israele in Egitto si compone di poco altro che cori, presi in prestito dall'Inno Funebre per la regina Carolina. Nei suoi successivi lavori Händel cambiò il suo stile. In queste opere pose maggiormente l'accento sugli effetti dell'orchestra e i solisti; il coro fu portato in secondo piano. L'Allegro, il Penseroso ed il Moderato ha un carattere molto divertente; il lavoro è leggero e fresco.
Durante l'estate del 1741, il III duca di Devonshire invitò Händel a Dublino, capitale del Regno d'Irlanda, per dare concerti a beneficio degli ospedali locali. Il suo Messiah fu eseguito per la prima volta presso la New Music Hall in Fishamble Street il 13 aprile 1742, con 26 ragazzi e cinque uomini provenienti dai cori combinati delle cattedrali partecipanti di San Patrizio e Christ Church. Händel assicurò un equilibrio tra solisti e coro, che non superò mai.
Nel 1747 Händel scrisse il suo oratorio Alexander Balus. Questo lavoro è stato prodotto al Covent Garden Theatre, il 23 marzo 1748, e per l'aria "Hark! hark! He strikes the golden lyre", Händel scrisse l'accompagnamento per mandolino, arpa, violino, viola e violoncello.
L'uso di solisti inglesi ha raggiunto la sua altezza al primo spettacolo di Sansone. Il lavoro è altamente teatrale. Il ruolo del coro è diventato sempre più importante nei suoi oratori successivi. Jephtha esordì il 26 febbraio 1752; anche se fu il suo ultimo oratorio, non è stato un capolavoro meno importante delle sue opere precedenti.

## 1749-1759: Ultimi anni di vita e la morte

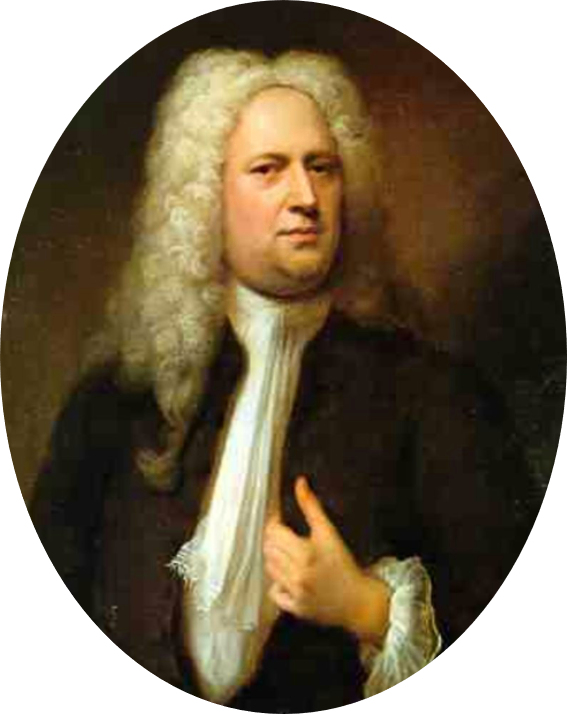
Georg Friedrich Händel nel 1733, di Balthasar Denner (1685–1749)

Nel 1749 Händel compose Musica per i reali fuochi d'artificio; dodicimila persone parteciparono alla prima esecuzione. Nel 1750 organizzò un'esecuzione del Messia a beneficio del Foundling Hospital (Spedale dei Trovatelli). Lo spettacolo fu considerato un grande successo e fu seguito da concerti annuali che continuarono per tutta la sua vita. In riconoscimento del suo mecenatismo, Händel fu nominato governatore dell'ospedale il giorno dopo il suo concerto iniziale. Dopo la sua morte lasciò una copia del Messia all'istituzione. Il suo coinvolgimento con il Foundling Hospital è oggi ricordato con una mostra permanente nel Foundling Museum di Londra, che ospita anche la Gerald Coke Händel Collection. Oltre allo "Spedale dei Trovatelli", Händel aiutò anche un ente di beneficenza che assisteva i musicisti poveri e le loro famiglie.
Nel mese di agosto 1750, in un viaggio di ritorno dalla Germania a Londra, Händel rimase gravemente ferito in un incidente di carrozza tra L'Aia e Haarlem in Olanda. La sua salute iniziò a peggiorare a partire dal 1751, per problemi alla vista: nel febbraio fu costretto a sospendere la composizione dell'oratorio Jephtha annotando sulla partitura di essere incapace di proseguire a causa dell'«indebolimento» della vista all'occhio sinistro (probabilmente dovuto a cataratta). Nella primavera si fece visitare da un chirurgo di nome Samuel Sharp (1709-1778) il quale gli diagnosticò un'«incipiente gutta serena», cioè a dire, in termini di medicina moderna, un principio di cecità di origine ignota.
Händel riuscì comunque a riprendere l'attività e a completare il Jephtha, ma, con la vista ormai quasi completamente perduta all'occhio sinistro e gravemente declinante a quello destro, dovette rivolgersi a William Bromfield (1713-1792), rinomato medico, allora chirurgo della principessa vedova di Galles. Questi lo sottopose, nel novembre del 1752, a un intervento di abbassamento della cataratta che, al di là di un momentaneo miglioramento, lo lasciò in pratica completamente cieco. E a nulla valse nel 1758 un secondo intervento da parte del sedicente "ophthaliater" John Taylor, il quale era già intervenuto otto anni prima sugli occhi di Johann Sebastian Bach, concorrendo secondo alcuni a causarne la morte per batteriemia.
Händel morì, probabilmente a seguito di ictus cerebrale, il 14 aprile 1759 nella sua casa di Brook Street. L'ultimo spettacolo cui aveva preso parte, era stato il Messia. Fu sepolto nell'Abbazia di Westminster, tra i grandi d'Inghilterra: una raffigurazione marmorea del compositore recante lo spartito del Messiah è stata eretta sulla sua tomba, nel Poets' Corner. Più di tremila persone in lutto parteciparono al suo funerale, che fu celebrato con tutti gli onori di Stato.
Händel non si sposò mai, e mantenne riservata la sua vita personale. Il suo testamento iniziale lasciò in eredità la maggior parte del suo patrimonio alla nipote Johanna, tuttavia quattro successivi codicilli distribuirono una grande quantità di beni ad altri soggetti (servi o amici) e in beneficenza.
Händel possedeva una collezione d'arte che fu messa all'asta postuma nel 1760. Il catalogo dell'asta elencava circa settanta dipinti e dieci stampe (altri dipinti sono stati lasciati in eredità).

## Lavori

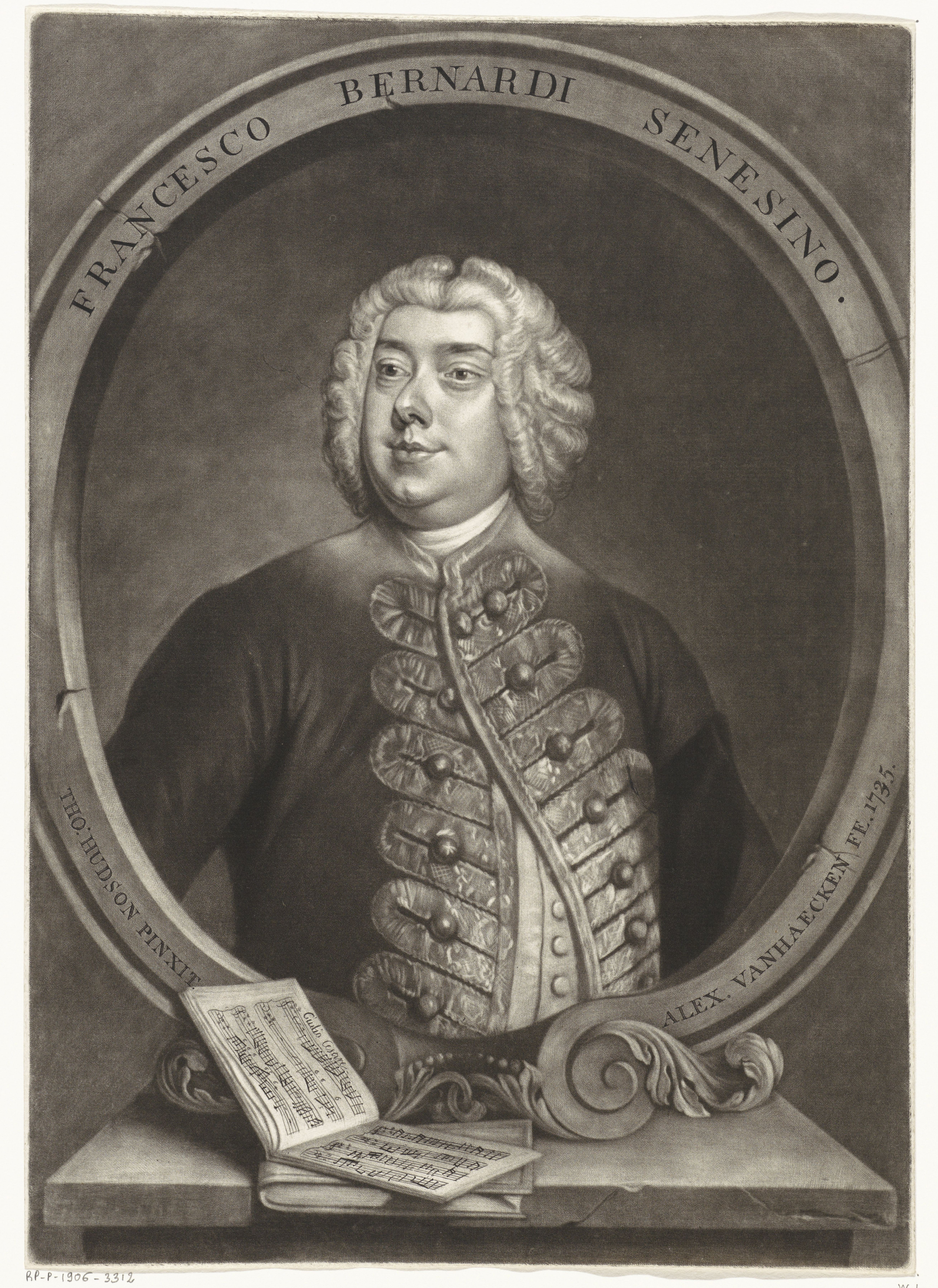
Senesino, il famoso castrato di Siena

Voci principali: Composizioni di Georg Friedrich Händel e Opere liriche di Georg Friedrich Händel.
(Johann Mattheson, Der vollkommene Capellmeister, 1739)
Le composizioni di Händel comprendono 42 opere, 24 oratori, più di 120 cantate, trii e duetti, numerose arie, sonate per solo e per trio, molti brani per tastiera, un gran numero di pezzi ecclesiastici, odi e serenate, 18 concerti grossi e 12 concerti per organo. La sua opera più famosa, l'oratorio Messiah con il suo coro "Hallelujah", è tra le opere più popolari della musica corale ed è diventato il fulcro della stagione natalizia. Il Palazzo Lobkowicz a Praga detiene la copia di Mozart del Messia, completo di annotazioni scritte a mano. Tra le opere con i numeri d'opus pubblicato e reso popolare nel corso della sua vita sono i concerti per organo op. 4 e op. 7, insieme ai concerti grossi op. 3 e op. 6; quest'ultimo incorpora un concerto per organo in precedenza Il cucù e l'usignolo in cui il canto degli uccelli è imitato dai registri superiori dell'organo. Inoltre notevoli sono le sue 16 suite per clavicembalo, in particolare Il fabbro armonioso.
Händel introdusse strumenti musicali non comuni in precedenza nelle sue opere: la viola d'amore e la violetta marina (Orlando), il liuto (Ode per il giorno di santa Cecilia), tre tromboni (Saul), clarinetti o piccole trombe acute (Tamerlano), tiorba, corno (Water Music), lyrichord, controfagotto, viola da gamba, carillon (carillon campana), organo positivo, e arpa (Giulio Cesare, Festa di Alessandro).

### Cataloghi
Il primo catalogo pubblico di opere di Händel apparve in Memorie del compositore (1760) di John Mainwaring. Tra il 1787 e il 1797 Samuel Arnold compilò una raccolta di 180 volumi di opere di Händel, tuttavia era ben lungi dall'essere completa. Anche se incompleta fu la collezione prodotta tra il 1843 e il 1858 dalla English Händel Society (trovata da Sir George Macfarren).
L'edizione di 105 volumi della Händel-Gesellschaft ("Händel Society") fu pubblicata tra il 1858 e il 1902 dovuta principalmente agli sforzi di Friedrich Chrysander. Per le esecuzioni moderne, la realizzazione del basso continuo riflette la pratica del XIX secolo. Gli spartiti vocali tratti dall'edizione furono pubblicati da Novello a Londra, ma alcune partiture, come la partitura vocale di Sansone sono incomplete.
La continuazione, l'edizione Hallische Händel-Ausgabe fu inaugurata nel 1955 nella regione di Halle in Sassonia-Anhalt, Germania Orientale. Essa non era stata concepita come edizione critica, ma dopo le pesanti critiche ai primi volumi, che erano edizioni meramente esecutive, senza un impianto critico (ad esempio, l'opera Serse fu pubblicata con il protagonista rimaneggiato come tenore, come si usava nella pratica tedesca ante guerra), si riposizionò come un'edizione critica. Influenzato in parte dalla realtà della guerra fredda, il lavoro editoriale fu incoerente: si trovano in abbondanza errori di stampa e gli editori omisero di consultare fonti importanti. Nel 1985 fu formato un comitato per stabilire gli standard migliori per l'edizione. L'unificazione della Germania nel 1990, rimosse i problemi di comunicazione, e i volumi emessi da allora mostrano un significativo miglioramento degli standard.
Tra il 1978 e il 1986 l'accademico tedesco Bernd Baselt catalogò le opere di Händel nella sua pubblicazione Händel-Werke-Verzeichnis. Il catalogo ha raggiunto un largo consenso e viene usato come moderno sistema di numerazione, con ciascuna delle opere di Händel designato un numero "HWV", per esempio il Messia è catalogato come "HWV 56".

## Eredità

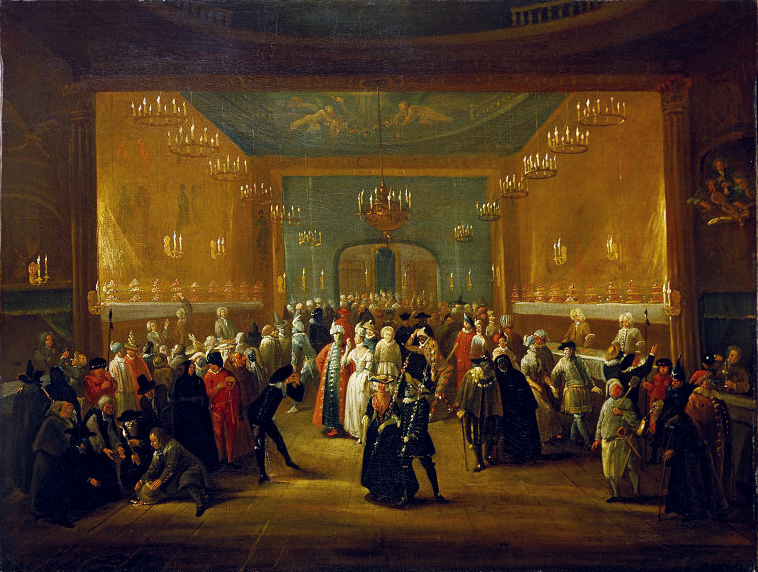
Una Mascherata al King's Theatre, Haymarket (c. 1724)

Le opere di Händel sono state raccolte e conservate da due uomini: Sir Samuel Hellier, un signorotto di campagna i cui acquisti musicali formano il nucleo della Collezione Shaw-Hellier, e l'abolizionista Granville Sharp. Il catalogo che accompagna la mostra National Portrait Gallery, segnando il terzo centenario della nascita del compositore li chiama due uomini della fine del XVIII secolo "che ci hanno lasciato prove concrete dei mezzi per cui indulgevano nel loro entusiasmo".
Dopo la sua morte, le opere italiane di Händel caddero nel dimenticatoio, fatta eccezione per le selezioni, come l'aria dal Serse, Ombra mai fu. Gli oratori continuarono a essere eseguiti, ma non molto tempo dopo la morte di Händel si pensava che avessero bisogno di qualche ammodernamento, e Mozart orchestrò una versione tedesca del Messiah e di altre opere. Nel corso del XIX secolo e nella prima metà del XX secolo, in particolare nei paesi anglofoni, la sua reputazione poggiava principalmente sui suoi oratori inglesi, che erano abitualmente eseguiti da enormi cori di cantanti dilettanti in occasioni solenni. Il centenario della sua morte, nel 1859, è stato celebrato da una performance del Messiah al The Crystal Palace, che coinvolse 2 765 cantanti e 460 strumentisti, che si esibirono per un pubblico di circa 10 000 persone.
Gli ultimi decenni hanno fatto rivivere le sue cantate profane e quelli che si potrebbero chiamare "oratori laici" o "opere concerto". Delle prime, l'Ode per il giorno di santa Cecilia (1739) (basata su testi di John Dryden) e l'Ode per il compleanno della regina Anna (1713) sono degne di nota. Per i suoi oratori laici, Händel si rivolse alla mitologia classica per i soggetti, producendo opere come Aci e Galatea (1719), Ercole (1745) e Semele (1744). Queste opere hanno una stretta parentela con gli oratori sacri, in particolare nella scrittura vocale dei testi in lingua inglese. Essi condividono anche le qualità liriche e drammatiche delle opere italiane di Händel. Come tali, essi sono a volte eseguiti sul palco da piccole formazioni da camera. Con la riscoperta delle sue opere teatrali Händel, oltre alla sua fama come strumentista, autore orchestrale, e melodista, è ora percepito come uno dei grandi drammaturghi musicali di opera lirica.

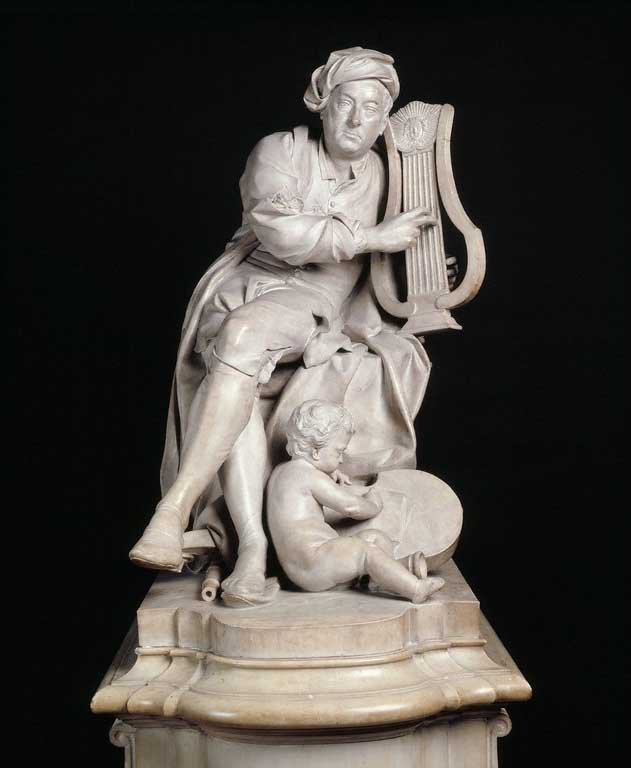
Una scultura in marmo di Georg Friedrich Händel, creata nel 1738 da Louis-François Roubiliac

La forma originale del suo nome, Georg Friedrich Händel, è generalmente utilizzato in Germania e altrove, ma è conosciuto come "Haendel" in Francia. Un compositore diverso, Jacob Handl o Händl (1550 - 1591) è generalmente conosciuto con la forma latina Jacobus Gallus che appare nelle sue pubblicazioni.

### Accoglienza
A Händel fu generalmente accordata grande stima dai colleghi compositori, sia nel suo tempo sia in seguito. Bach cercò, senza successo, di incontrarsi con Händel mentre era in visita a Halle. Mozart è noto per aver detto di lui: «Händel capisce gli effetti meglio di chiunque altro di noi. Quando compone, lui colpisce come un colpo di tuono." Per Beethoven era "il maestro di tutti noi ... il più grande compositore che sia mai vissuto. Vorrei scoprirmi la testa e inginocchiarmi davanti alla sua tomba." Beethoven sottolineava soprattutto la semplicità e il fascino popolare della musica di Händel, quando disse: "Vai da lui per imparare come ottenere grandi effetti con mezzi così semplici."

### Prestiti
Fin dal 1831, quando William Crotch sollevò la questione nel suo Substance of Several Lectures on Music, gli studiosi hanno ampiamente studiato i "prestiti" di musica da altri compositori da parte di Händel. Sintetizzando la materia nel 2005, Richard Taruskin scrisse che Händel "sembra essere stato il campione di tutti i parodisti, adattando sia le sue opere sia quelle di altri compositori a un numero senza precedenti e con una precisione senza pari." Tra i compositori la cui musica è stato dimostrato essere stata riutilizzata da Händel sono Alessandro Stradella, Gottlieb Muffat, Alessandro Scarlatti, Domenico Scarlatti  Giacomo Carissimi, Georg Philipp Telemann, Carl Heinrich Graun, Leonardo Vinci, Jacobus Gallus, Francesco Antonio Urio, Reinhard Keiser, Francesco Gasparini, Giovanni Bononcini, William Boyce, Agostino Steffani, Francesco Gasparini, Franz Johann Habermann, e numerosi altri.
In un saggio pubblicato nel 1985, John H. Roberts ha dimostrato che i prestiti di Händel erano insolitamente frequenti anche per la sua epoca, tanto che l'autore fu già criticato dai contemporanei (in particolare da Johann Mattheson). Roberts suggerisce diverse possibili motivazioni per questa pratica di Händel, tra cui le sue aspirazioni a far talora apparire più aggiornata la musica di certe opere, e addirittura una certa sua "mancanza di facilità di base nell'inventare idee originali", anche se Roberts si premura di sostenere che questo non "sminuisce la statura di Händel", che dovrebbe essere "giudicato non per i suoi metodi, tanto meno per le sue motivazioni nell'impiegarli, ma solo per gli effetti da lui conseguiti."

### Omaggi

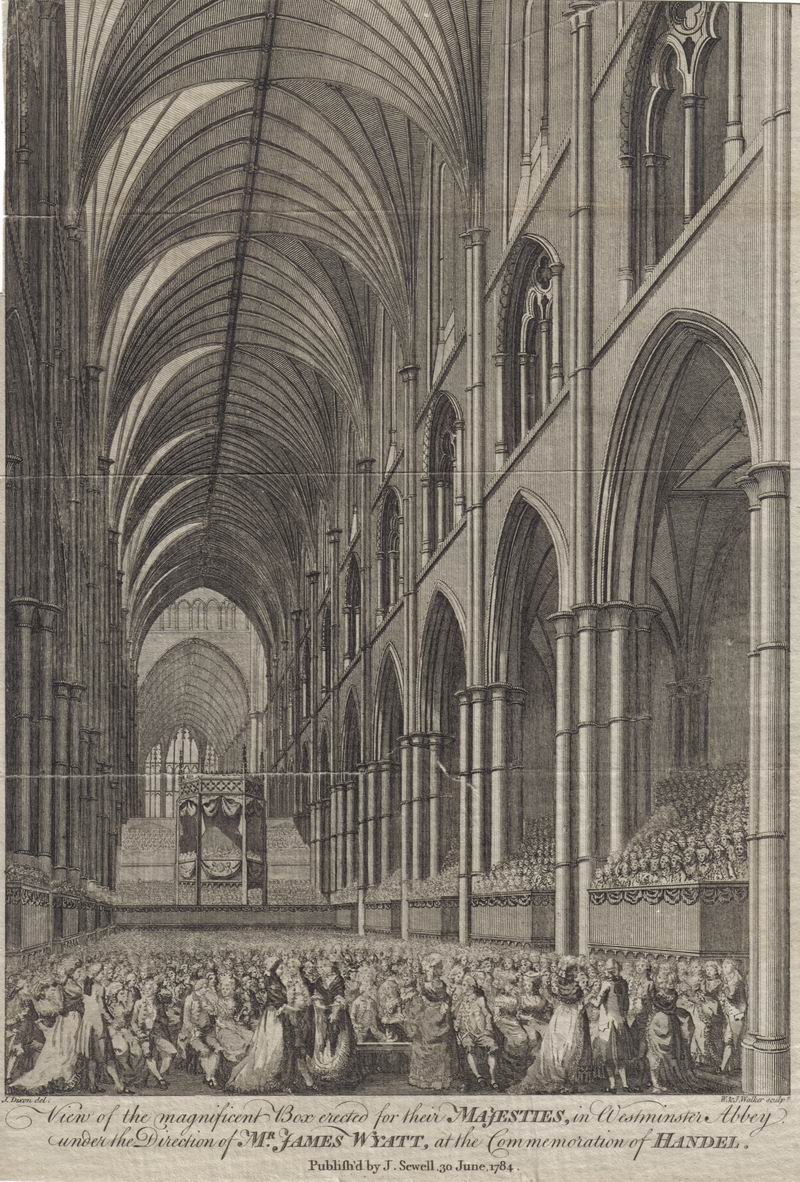
Commemorazione di Händel nell'Abbazia di Westminster, 1784

Dopo la morte di Händel, molti compositori hanno scritto opere basate o ispirate alla sua musica. Il primo movimento della Symphony N. 6, Op. 116 di Louis Spohr, "L'età di Bach e Händel", assomiglia a due melodie del Messiah di Händel. Nel 1797 Ludwig van Beethoven pubblicò le 12 Variazioni in Sol maggiore su 'See the conqu'ring hero comes' dal Giuda Maccabeo di Händel, per violoncello e pianoforte. Nel 1822 Beethoven compose l'ouverture The Consecration of the House, che risente dell'influenza di Händel. Mauro Giuliani, virtuoso della chitarra, compose le sue Variazioni su un tema di Händel op. 107 per chitarra, sulla base della Suite n. 5 in mi maggiore di Händel, HWV 430, per clavicembalo. Nel 1861, usando un tema dalla seconda delle suite per clavicembalo di Händel, Johannes Brahms scrisse le Variazioni e Fuga su un tema di Händel op. 24, una delle sue opere più riuscite (lodato da Richard Wagner). Diverse opere del compositore francese Félix-Alexandre Guilmant utilizzano temi di Händel, per esempio la sua March on a Theme by Händel utilizza un tema dal Messia. Il compositore e flautista francese Philippe Gaubert ha scritto la sua Petite marche per flauto e pianoforte basato sul quarto movimento della Trio Sonata op. 5, nº 2, HWV 397 di Händel. Il compositore argentino Luis Gianneo ha composto le sue Variazioni su un tema di Haendel per pianoforte. Nel 1911, il compositore e pianista di origine australiana Percy Grainger basa una delle sue opere più famose sul movimento finale della Suite di Haendel nº 5 in mi maggiore (proprio come Giuliani). Dapprima scrisse alcune variazioni sul tema, che intitolò Variazioni su Il Fabbro Armonioso di Händel. Poi usò le prime sedici battute della sua serie di variazioni per creare Händel in the Strand, uno dei suoi pezzi più amati, di cui fece diverse versioni (per esempio, la versione per pianoforte del 1930). Il Concerto per quartetto d'archi e orchestra in si bemolle maggiore di Arnold Schönberg (1933) fu composta sul Concerto Grosso op. 6/7 di Händel.

### Venerazione
Händel viene onorato con un giorno di festa il 28 luglio nel calendario liturgico della Chiesa episcopale, con Johann Sebastian Bach e Henry Purcell. Nel calendario luterano dei Santi Händel e J.S. Bach condividono tale data con Heinrich Schütz, e Händel e Bach sono commemorati nel calendario dei santi preparati da L'Ordine di San Luca per l'uso della Chiesa metodista Unita.

### Film
Nel 1942, Händel fu oggetto del film biografico britannico The Great Mr. Händel diretto da Norman Walker e interpretato da Wilfrid Lawson. È stato girato agli Denham Studios dalla Rank Organisation e girato in technicolor.

## Aneddoti e curiosità
- A Roma, nel 1708, Händel tenne contro il coetaneo Domenico Scarlatti una memorabile competizione musicale. Secondo Mainwaring[118] questa si svolse alla presenza del cardinale Ottoboni, nella residenza di quest'ultimo, a Palazzo della Cancelleria; mentre il confronto al clavicembalo finì alla pari, o comunque senza un chiaro vincitore, la superiorità di Händel all'organo fu evidente a tutti. Secondo altre fonti la competizione si tenne nella residenza del marchese Ruspoli, e Scarlatti al cembalo prevalse.[119]
- Da giovane, pare che Händel fosse bellissimo: era alto, snello, biondo e con gli occhi azzurri. A causa dell'obesità e di un progressivo inacidimento del carattere, durante la vecchiaia, in alcune stampe satiriche i suoi avversari arrivarono addirittura a ritrarlo come "un maiale seduto all'organo".
- Händel fu sempre molto riservato, era intelligente e aveva un'ottima cultura generale (oltre al tedesco, sua lingua madre, parlava correntemente il latino, il francese, l'inglese e l'italiano). Secondo le testimonianze dell'epoca, era un buon conversatore, e, in gioventù, amava le battute e aveva uno spiccato senso dell'umorismo.
- Händel ebbe una lunga e fruttuosa collaborazione lavorativa con Senesino, uno dei più famosi castrati del Settecento, mentre il Farinelli non fece mai parte delle sue compagnie, bensì di quella della rivale Opera della Nobiltà.
- Viene ricordato per esser stato il primo personaggio musicale in ordine cronologico a cui venne intitolata una biografia, il Memoirs of the Life of the late George Frederic Handel, scritto da John Mainwaring e pubblicato anonimamente nel 1760.[120]
- A Händel è stato intitolato il cratere Handel, sulla superficie del pianeta Mercurio e l'asteroide 3826 Handel.